# Kulturpalast Unterwellenborn

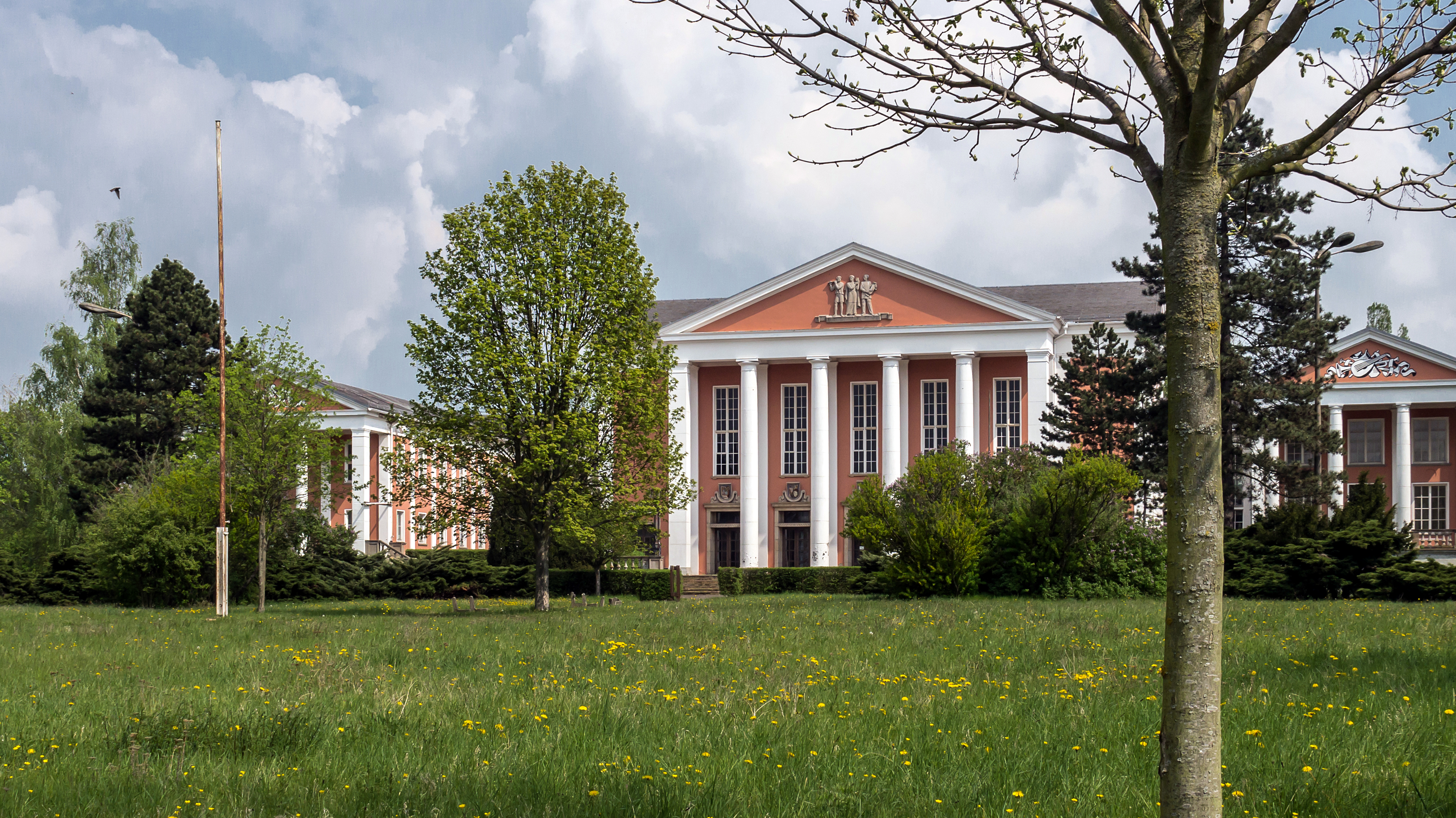
Der Kulturpalast in Unterwellenborn (2014)

Der Kulturpalast des VEB Maxhütte Unterwellenborn ist ein früheres Kulturhaus und steht seit 24. September 1987 unter Denkmalschutz. Er befindet sich in der Gemeinde Unterwellenborn im Landkreis Saalfeld-Rudolstadt in Thüringen. Das 1963 zum Kreiskulturhaus erhobene und ab 1981 dem Dichter Johannes R. Becher gewidmete Bauwerk gilt als Archetyp unter den rund 2000 Kulturhäusern der DDR. Architektur- und Planungshistorikerin Simone Hain bezeichnet das stilistisch zur „Architektur der nationalen Traditionen“ gehörende Gebäude als „das Muster, das Vorbild, das schönste aller Häuser. Das bildmächtigste Haus und das ästhetisch am stärksten durchgestaltete.“ Auch sei „[...] kaum ein anderes Haus in der deutschen Architekturgeschichte des 20. Jahrhunderts [...] so reich und sinnvermittelnd ‚kodiert‘ wie dieses.“
Das Haus war zu DDR-Zeiten direkt an den öffentlichen Personennahverkehr angebunden, sodass Besuche der regelmäßig angebotenen Veranstaltungen durch Bustransfers selbst in die benachbarten Landkreise für jedermann leicht zu realisieren waren. Zudem befindet sich das Gebäude unweit des Unterwellenborner Bahnhofs an der Bahnstrecke Leipzig–Probstzella sowie nahe der B 281.

## Geschichte

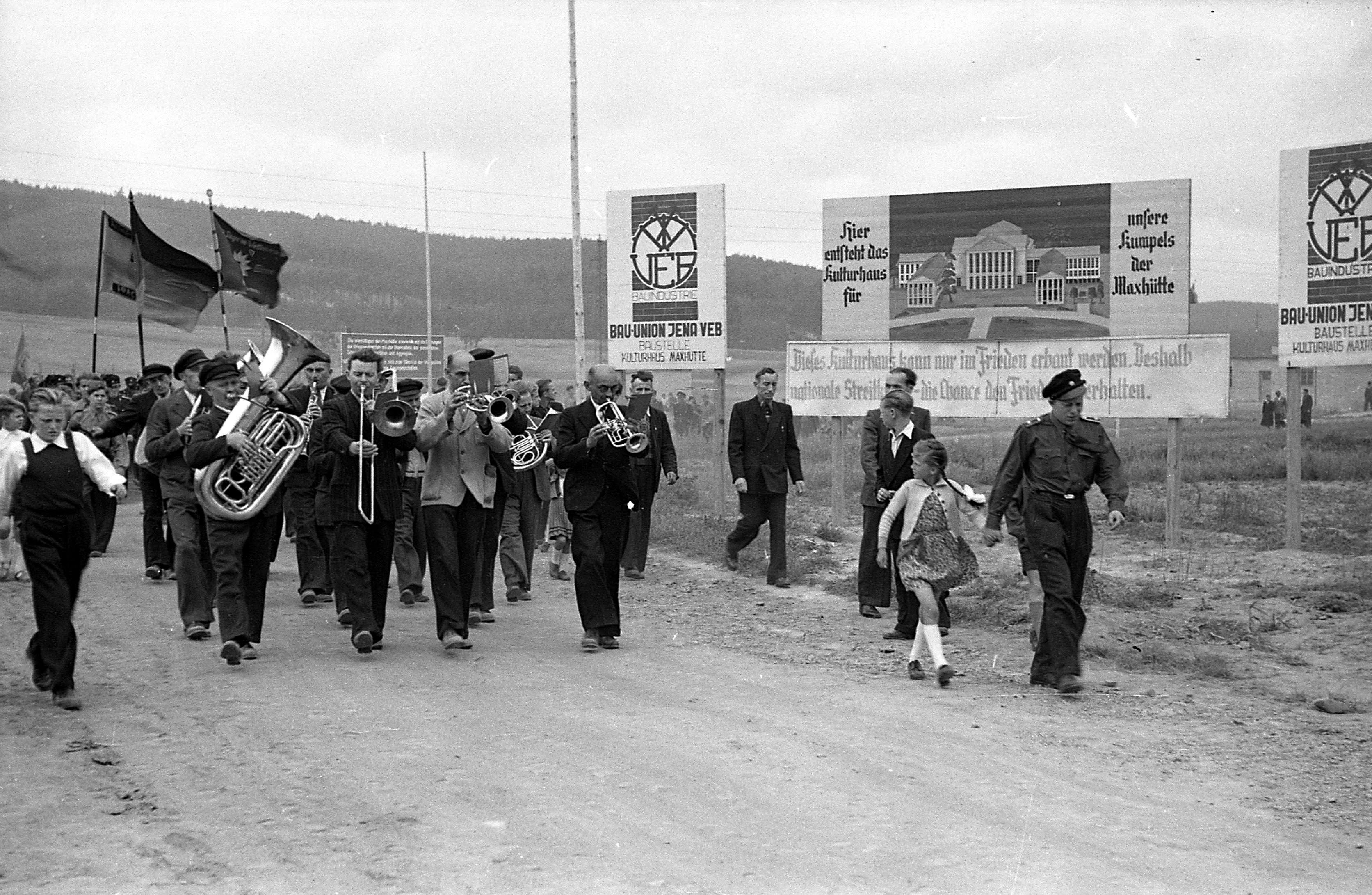
Parade zur Grundsteinlegung am 22. Juni 1952

### Planung
Nach Ende des Zweiten Weltkrieges war die Unterwellenborner Maxhütte zunächst der einzige Roheisenproduzent der sowjetischen Besatzungszone. Es wurde Ende 1945 notdürftig instand gesetzt und wieder in Betrieb genommen. Rasch wurde das Werk erweitert und die Zahl der Angestellten verdoppelte sich auf fast 8.000 im Jahr 1950. Dadurch stieg ebenfalls der Bedarf an Räumlichkeiten für kulturelle Veranstaltungen und die Unterbringung von Vereinen und Zirkeln. So begannen Werkleitung und Kulturkommission auf Verlangen der Arbeiterschaft, ab 1949 mit den zuständigen Regierungsstellen über die Errichtung eines Kulturhauses zu verhandeln, das als kulturelles Zentrum für die Region dienen sollte. Nachdem Charlotte Bollwien, Mitarbeiterin der Kulturabteilung der Maxhütte, den Bau eines Hauses nach sowjetischen Vorbildern beantragt und die Staatsführung der DDR dem Antrag im Sommer 1950 stattgegeben hatte, begann man bereits im August mit der Suche mit der Suche nach einem geeigneten Standort.

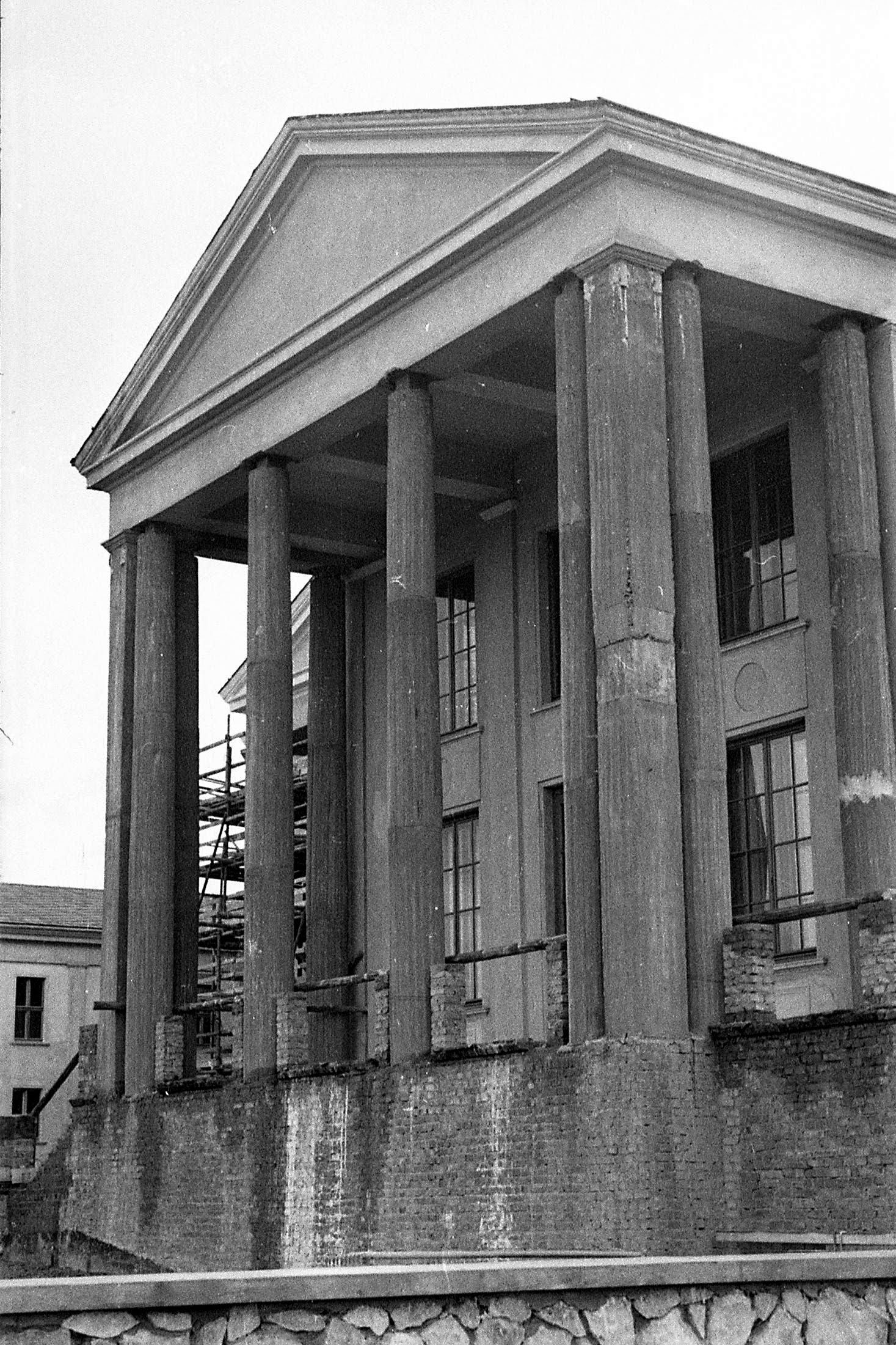
Bauarbeiten Südflügel, Juni 1954

### Architektur
Die Verantwortung für das Projekt erhielt der aus Lübeck stammende Architekt und damalige Leiter der Meisterwerkstatt II der Deutschen Bauakademie der DDR (DBA) Hanns Hopp. Hopp wiederum beauftragte den zu diesem Zeitpunkt erst seit wenigen Wochen in der Meisterwerkstatt II tätigen Josef Kaiser, einen ersten Vorentwurf anzufertigen. Da Kaiser seit Mitte der 1930er Jahre nicht nur als Architekt erfolgreich, sondern auch als Opernsänger aktiv war, kannte er die akustischen und funktionellen Anforderungen an Theater und Opernhäuser sehr gut aus eigener Erfahrung. So signierte er die vier grundsätzlichen Entwurfsvarianten sowie den Ausführungsentwurf als Verfasser, während Hopp die Pläne als Leiter unterzeichnete.
Nach einem mehrstufigen Gestaltungs- und Auswahlprozess wurde schließlich Kaisers vierter Entwurf akzeptiert. Diese neoklassizistische Variante bestand aus einem Hauptbaukörper mit Dreiecksgiebel und acht Säulen, zwei Seitenflügeln, die den Zugangshof nach Norden und Süden begrenzten und mit Dreiecksgiebel und sechs Säulen ausgestattet wurden sowie je einem Seitenflügel nach Norden und Süden.
Besonders herausfordernd war die Suche nach dem Standort des künftigen Kulturhauses, das in der freien Landschaft auf einem kleinen Hügel im geometrischen Mittelpunkt zwischen drei Siedlungen entstehen sollte. Um seiner herausgehobenen programmatischen Bedeutung gerecht zu werden, sollte es von allen vier Seiten repräsentativ erscheinen und vor allem einen eher feierlichen und heiteren Charakter haben, anstatt monumental zu wirken.
Besondere Eleganz bewies die Anordnung der Treppenhäuser im Gelenk zwischen dem Hauptbaukörper und den Seitenflügeln, wodurch das Gebäude trotz seiner vielen Funktionen eine leicht verständliche Ordnung erhielt und alle Räume auf kurzen Wegen erreichbar waren.
Kaisers schließlich akzeptierte, vierte Entwurfsvariante wurde als beispielgebende Leistung mit einer Geldprämie belohnt. Der Architekt wirkte jedoch an den anschließenden Ausführungsdetails nicht mehr mit, da er im Auftrag von Hopp bereits am Wettbewerbsentwurf für die Stalinallee in Berlin arbeitete.
Vom Bautyp her und in Bezug auf die Entwicklungsgeschichte steht der Kulturpalast Unterwellenborn in der Tradition der Volks-, Gewerkschafts- und Festspielhäuser, die sich als „Casa Popular“, „Peoples Palace“, „Maison du Peuple“ oder als Arbeiter-„Institute“ (Mechanics Institute) im 19. und vor allem 20. Jahrhundert weltweit ausbreiteten. Dabei ragt das Gebäude einerseits durch seine formvollendete baukünstlerische Gestalt und beziehungsreiche Zeichenhaftigkeit hervor und besticht andererseits auch durch die sehr markante städtebaulich-landschaftliche Komposition sowie durch sein ausgereiftes Raumprogramm als besonders bedeutungsvolles Beispiel und gestalterisch richtungsweisender Bau.

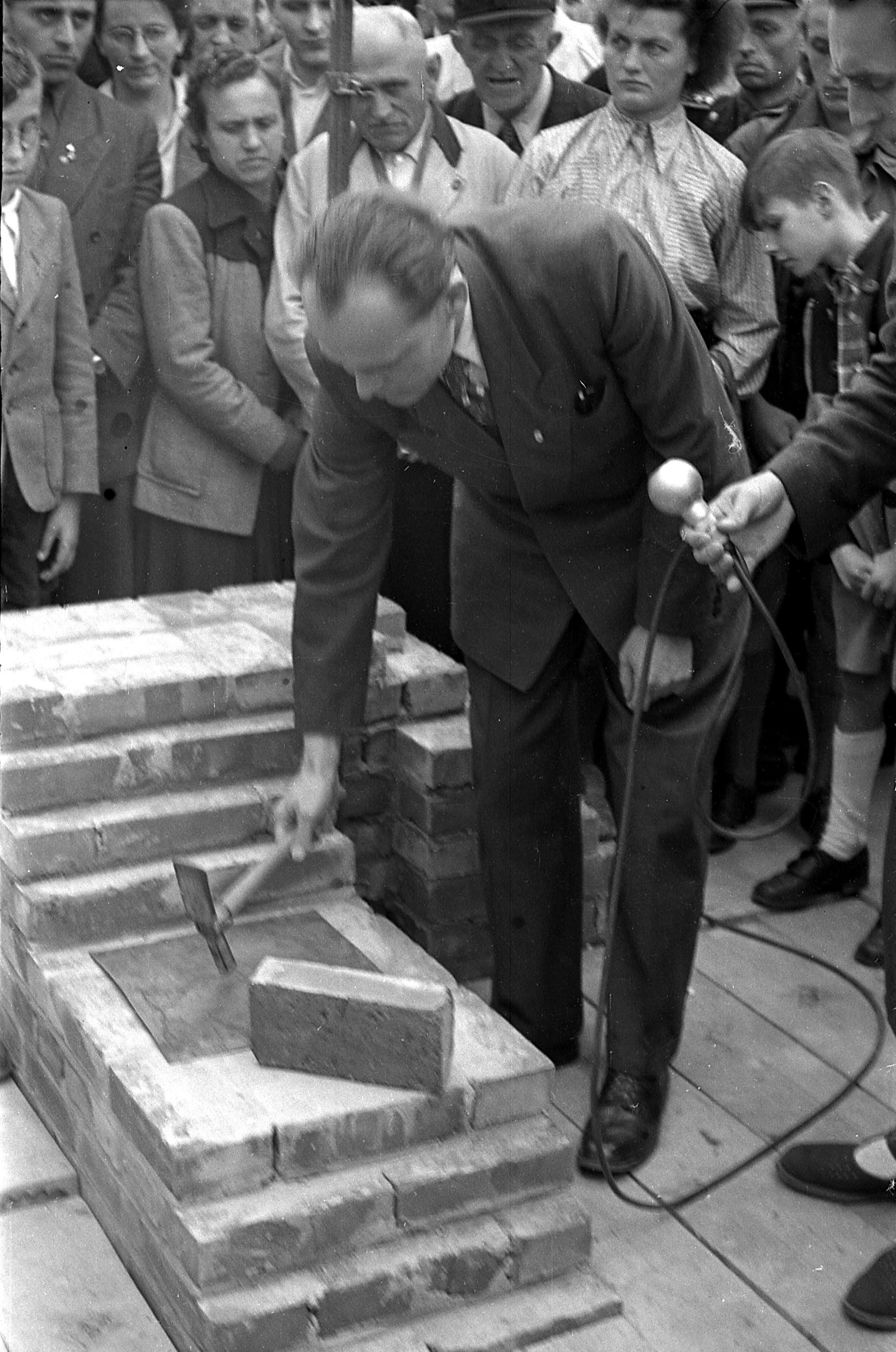
Grundsteinlegung am 22. Juni 1952

### Bau
Der erste Spatenstich erfolgte am 16. April 1952, der Grundstein wurde am 22. Juni 1952 gelegt und die dazugehörige Urkunde an der Süd-West-Ecke der Gaststätte „Bierschwemme“ eingemauert. Durch hohen Termindruck erreichten die Ausführungspläne die Baustelle mit Verspätung. Der Nordblock war das erste fertiggestellte Bauteil und erhielt am 19. Dezember 1952 seine Richtkrone. Jeweils nachdem die einzelnen Bauabschnitte beendet waren, wurden die Räumlichkeiten nach und nach ihrer Bestimmung zugeführt.
Am 13. Oktober 1954 wurde das Kulturhaus mit Saal, Betriebsbücherei, Tageslichtkino und Veranstaltungsservice der Betriebsgewerkschaftsleitung der Maxhütte zur kostenlosen Nutzung durch die Angestellten übergeben. Nach endgültiger Fertigstellung und Einrichtung wurde das Haus am 1. Mai 1955 unter großem Andrang der Bevölkerung offiziell eröffnet.
Die Außenanlagen wurden durch viele freiwillige Arbeitseinsätze von Angestellten der Maxhütte gestaltet.
Am 13. Oktober 1955 folgte ein feierlicher Staatsakt der Regierung, bei dem Walter Ulbricht, der damalige Staatsratsvorsitzende der DDR, das Gebäude an die Mitarbeiter der Maxhütte übergab.
Das Bühnenhaus wurde bereits am 1. Juli mit Friedrich Schillers Schauspiel „Maria Stuart“ eingeweiht, einer Produktion des Theaters Rudolstadt.
Da die Baukosten im Laufe der Errichtung des Hauses die ursprünglich veranschlagten acht Millionen Mark überstiegen, musste auf die ursprünglich geplante Drehbühne verzichtet werden. Die Kulissen wurden dadurch per Bühnenwagen ausgewechselt.
Damit der Kulturpalast schneller von der Maxhütte erreicht werden konnte, wurde eine eigene Zufahrtsstraße durch Unterwellenborn gebaut, für die als Überführung über die Bahnstrecke Saalfeld-Gera die erste Spannbetonbrücke der DDR errichtet wurde. Letztere wurde am 7. Dezember 1955 mit einem Staatsakt übergeben.

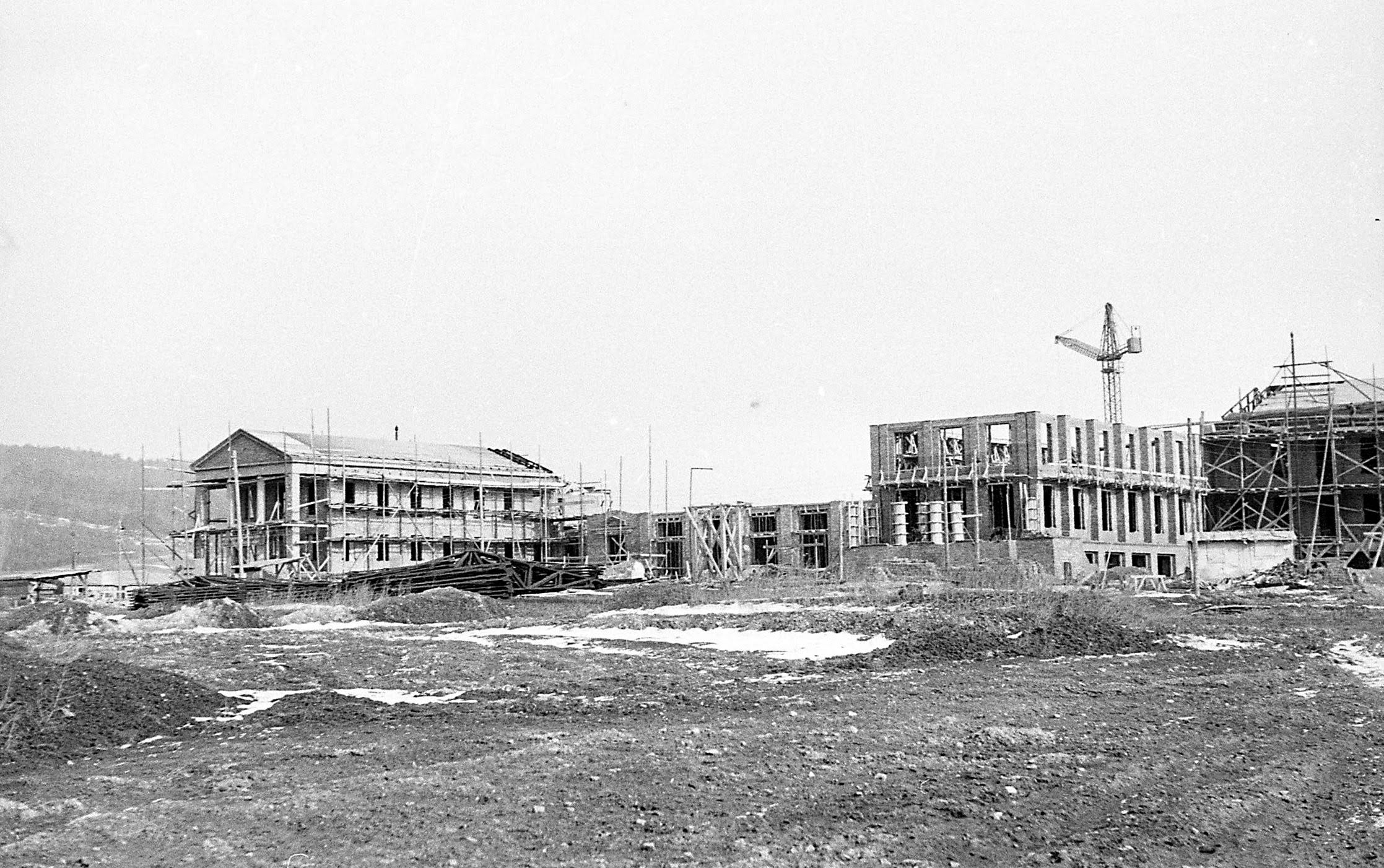
Bauarbeiten 17. Februar 1953

Da es als Referenzbau eines multifunktionalen Kulturhauses galt, gab es über das Kulturhaus der Maxhütte vielfache öffentlichkeitswirksame Publikationen, wodurch auch die Architektur weiterer in Planung befindlicher Häuser beeinflusst wurde.
Erster Leiter des Kulturpalastes war Fritz Jahn. Ihm folgte Fritz Herse, der 1968 zusammen mit Jugendlichen des Ortes den Bau einer Freilichtbühne im angrenzenden Park organisierte. Sie wurde innerhalb eines Monats mit 1.100 Stunden freiwillig geleisteter Arbeit errichtet und konnte zu den Feierlichkeiten am 1. Mai 1968 erstmals genutzt werden.

### Fassadengestaltung
Für die fünf Mosaike über den Eingangstüren zeichnete der Künstler Max Lachnit verantwortlich. Die Figuren an den beiden Seitengiebeln schufen Hermann und Frieda Glöckner, und das Relief am Mittelgiebel stammt von Herbert Volwahsen. Es vereint sinnbildlich Musik, Theater und Literatur.

### Denkmalstatus
Der Kulturpalast Unterwellenborn (Flurstücke 1023/16 und 1023/19) mit bauzeitlicher Raumstruktur, baugebundener Ausstattung, Freiflächen mit Terrassen, Freitreppen und Ausstattung sowie Park mit Baum- und Gehölzbestand steht seit 24. September 1987 unter Denkmalschutz. Gleiches gilt für die Spannbetonbrücke, die für die Zufahrt zum Objekt gebaut wurde.

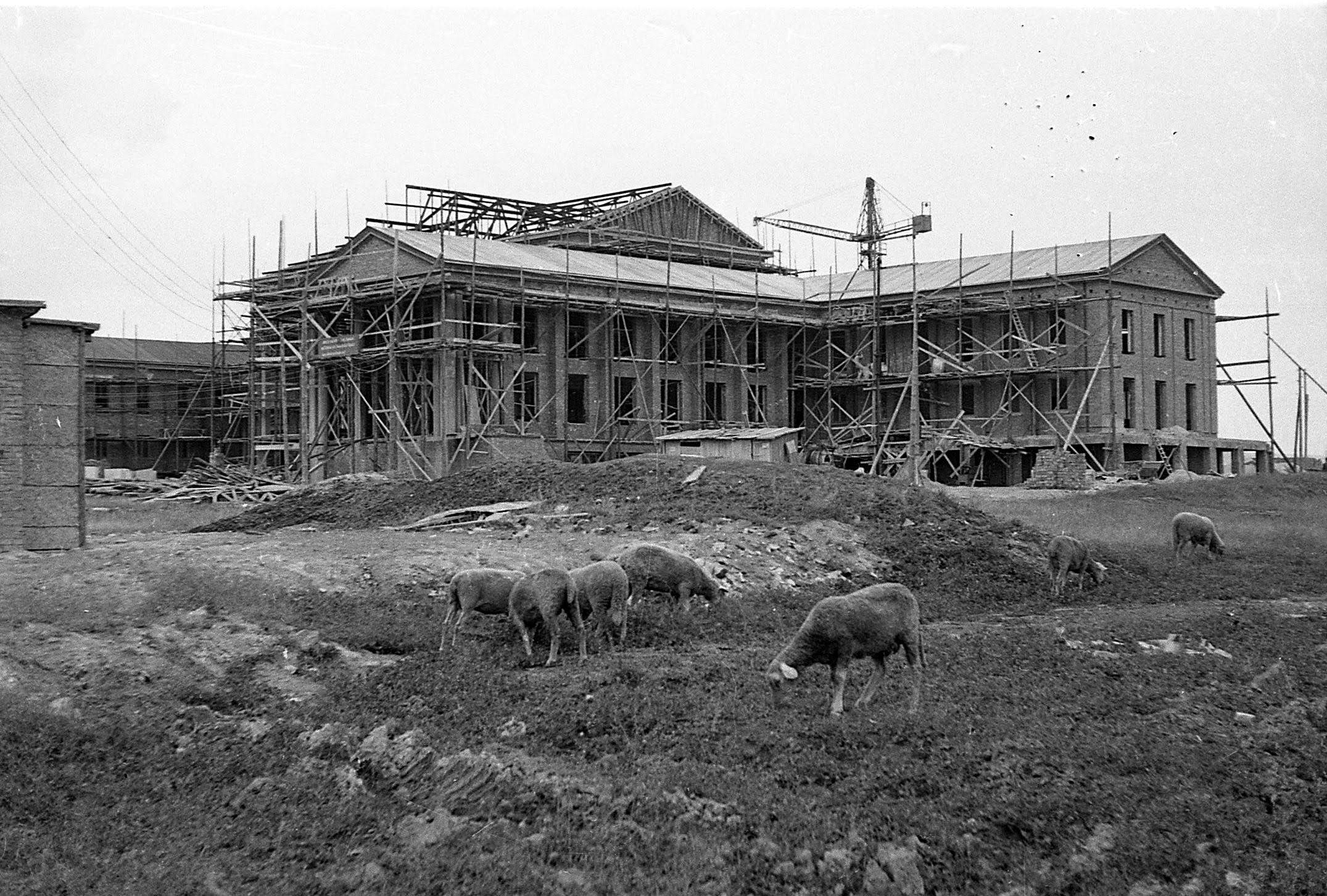
Bauarbeiten Südseite, 4. Mai 1953

### Schließung, Verkauf und Verfall

#### Käufersuche nach Insolvenz der Maxhütte
Das Baudenkmal steht seit 1990 leer und ist wegen Instandhaltungsproblemen akut gefährdet.
Bis zur Deutschen Wiedervereinigung war das Haus eine Heimstatt für Aktivitäten örtlicher Vereine und Zirkel. Mehrmals wöchentlich zogen Kinovorführungen und Tanzveranstaltungen für alle Altersklassen Gäste aus dem gesamten ehemaligen Bezirk Gera nach Unterwellenborn. Das Fernsehen der DDR zeichnete hier Unterhaltungsshows und Theaterproduktionen auf, nationale und internationale Unterhaltungskünstler präsentierten ihre Musik- und Showprogramme.
Nach 1990 wurde das Gebäude teilweise vom Chor des ehemaligen Maxhüttenensembles genutzt, außerdem fanden einige wenige Tanzveranstaltungen statt. Des Weiteren nutzte der Landkreis den Palast für Qualifizierungsmaßnahmen und für die Verwaltung der Arbeitsbeschaffungsmaßnahme (ABM) „Entkernung der Gebäude auf dem Maxhüttengelände“.

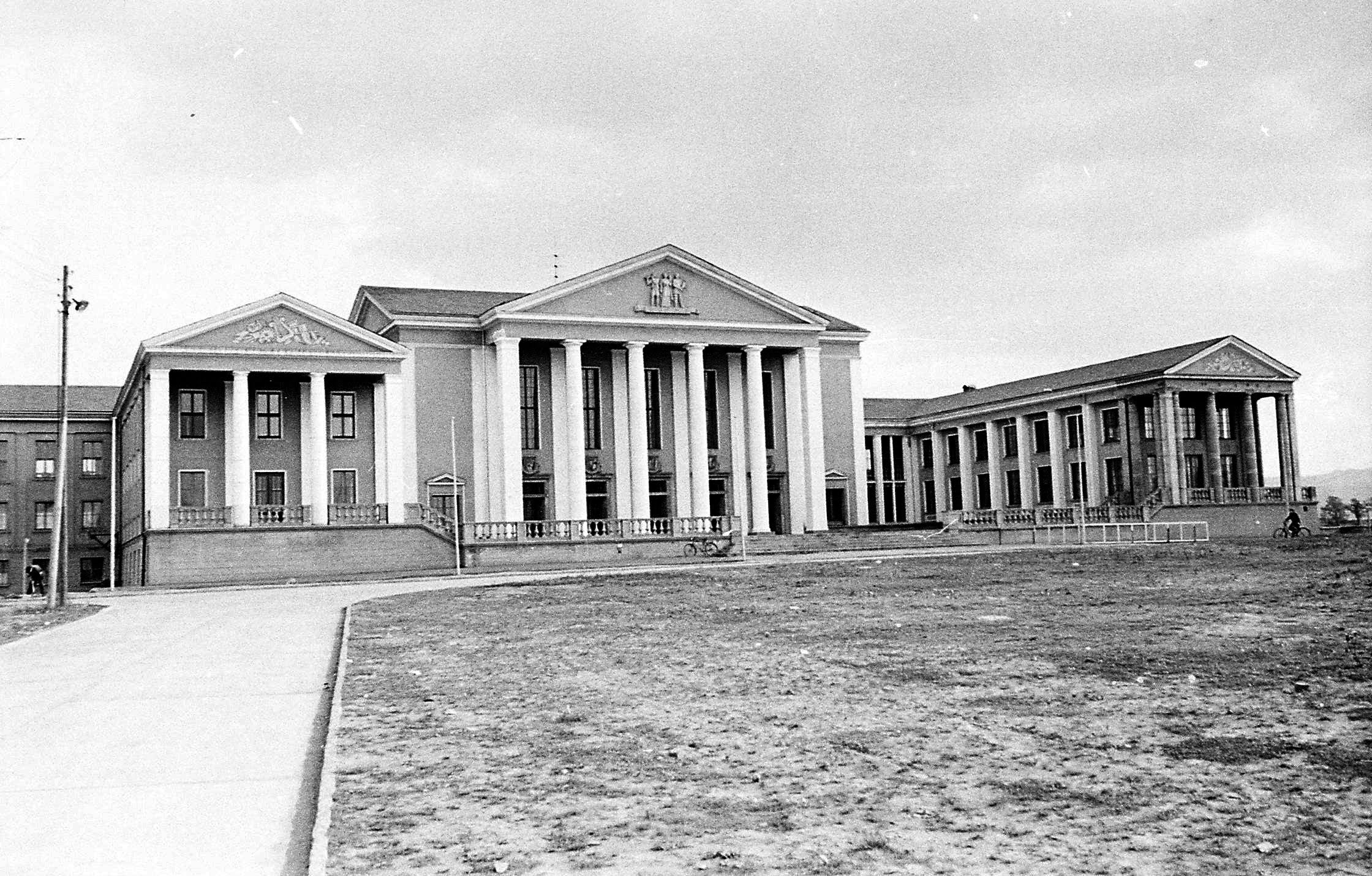
Frontansicht von links, 3. Oktober 1955

Nachdem die Maxhütte 1992 Insolvenz angemeldet hatte, bemühten sich der Insolvenzverwalter und der Landkreis Saalfeld als neuer Eigentümer um einen Käufer für das Haus. Um den Verkauf zu unterstützen und weil die Braunkohleheizung stillgelegt werden musste, ließ die Gemeinde Unterwellenborn eine Gasreglerstation an der nahe gelegenen Ferngasleitung für das Haus errichten. Des Weiteren wurden durch Fördermittel des Landkreises in Höhe von 600.000 D-Mark eine neue Dachhaut aufgebracht und ein Teil des Fassadenanstrichs erneuert. Die Stadt Saalfeld war nicht interessiert an der Wiederbelebung des Palastes, und Unterwellenborn mit seinen zu dieser Zeit etwa 3.200 Einwohnern konnte den Palast nach Angaben des damaligen Bürgermeisters Horst Sterzik aus finanziellen Gründen nicht übernehmen, da die Hauptaufgabe des Kreises und der Gemeinde darauf lag, auf dem Maxhüttengelände 2.000 Arbeitsplätze für ein künftiges Stahlwerk Thüringen zu schaffen.

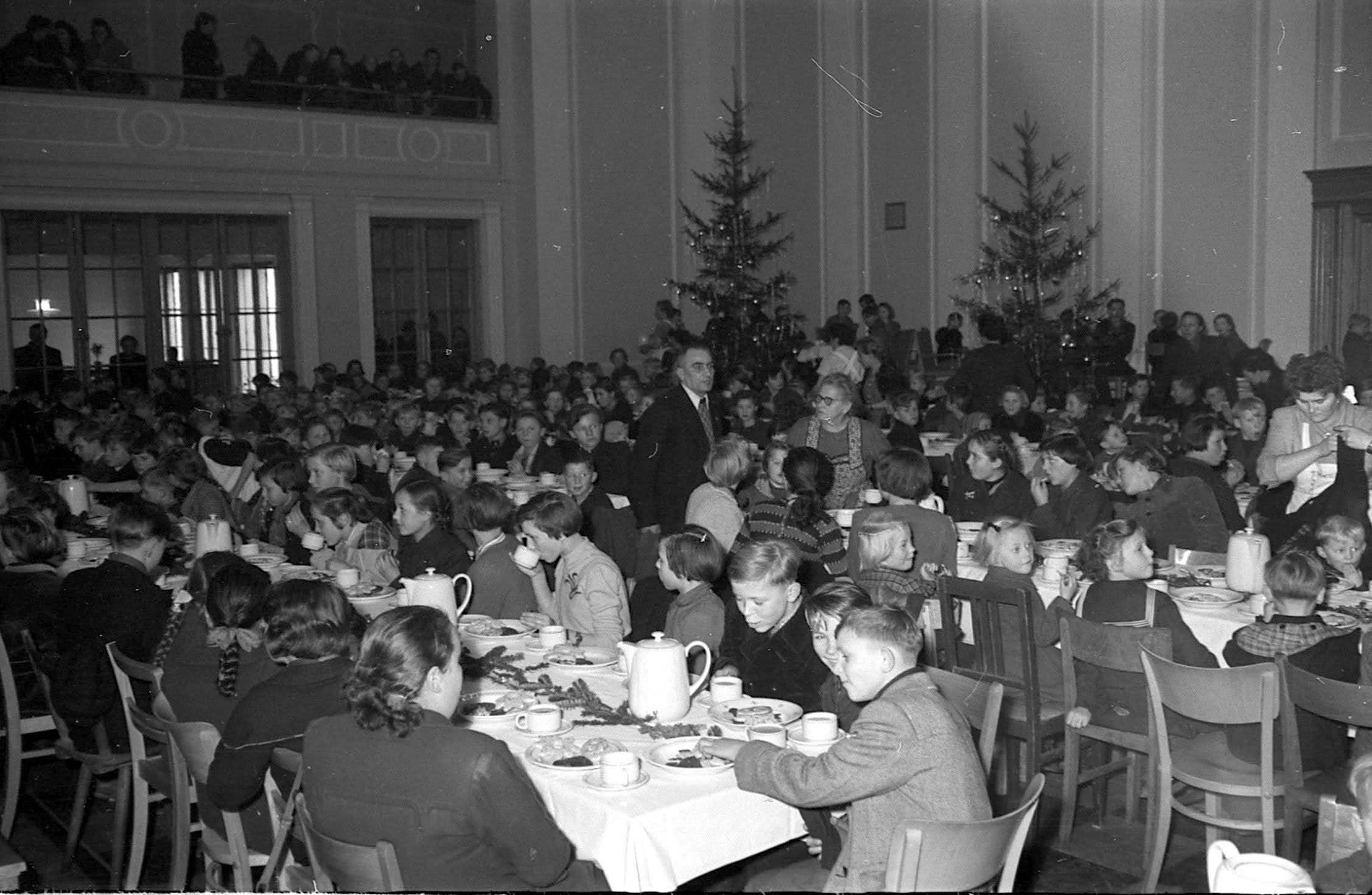
Kinderweihnachtsfeier im Dezember 1955

Das Theater-Festspielhaus Bayreuth zeigte in Kooperation mit weiteren Theatern Interesse an einem Kauf und wollte auf der Ostseite des Hauses eine Kulissenwerkstatt mit rund 100 Arbeitsplätzen errichten. Schließlich ließ man aber wieder davon ab, da keine Drehbühne vorhanden war und die Bühne für die geplanten Probenaufführungen zu klein war. Nachdem eine Firma aus Hessen, die ein Seniorenwohnheim für „Betreutes Wohnen“ einrichten wollte, wegen der zu erwartenden zu hohen Wohnplatzkosten ebenfalls einen Rückzieher machte, ging der Zuschlag schließlich 1994 an die „Immo-Möbel GmbH & Co. KG“ aus Kronach und deren Geschäftsführer Knut Schneider.

#### Kauf und Sanierung durch die Immo Möbel GmbH & Co.KG
Mit den vertraglich vereinbarten Sanierungsarbeiten wurde zunächst nicht begonnen, da aufgrund der Überlastung des Grundbuchamtes der Eintrag im Grundbuch fehlte. Währenddessen bot die Immo-Möbel den Palast per Internet weltweit zur Nutzung oder Teilnutzung an, woraufhin sich allerdings keine ernsthaften Interessenten meldeten.
Als 1993 eine bis heute nicht beendete Einbruchserie begann, bemühte sich die Gemeinde, vor allem nach Stilllegung der Braunkohleheizung 1994, noch vorhandene Einrichtungen wie Bibliothek, Fotolabor und Maxhüttenchor an anderen Orten unterzubringen. Durch Vandalismus und Diebe beschädigte Fenster und Türen wurden auf Kosten des Eigentümers instand gesetzt. Da die Gemeinde aufgrund einer Vereinbarung die Außenanlagen nutzten durfte, wurden diese vom örtlichen Bauhof gepflegt.

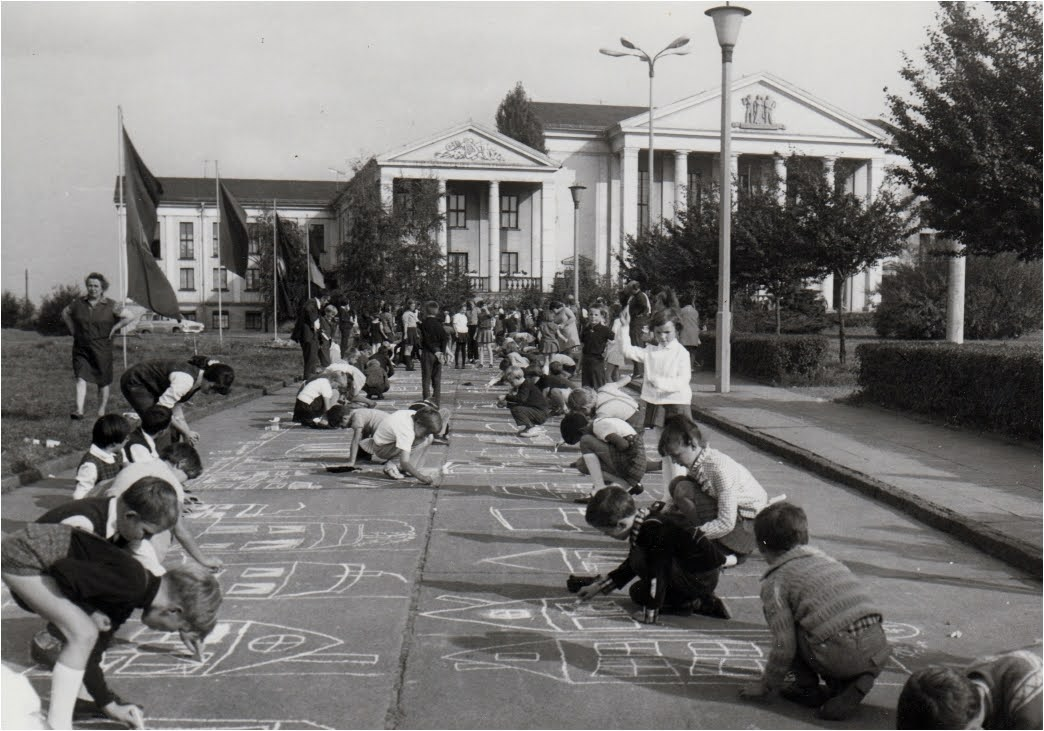
Kindertag mit Straßenbemalung, 1960er Jahre

Die Gemeinde beriet regelmäßig mit Immo-Möbel-Geschäftsführer Knut Schneider über ein mögliches Nutzungs- und Sanierungskonzept und forderte den Beginn der Sanierungsarbeiten. Der durch starke Regengüsse überschwemmte Kohlekeller wurde indes kostenlos von der Freiwilligen Feuerwehr Unterwellenborn leer gepumpt. Ebenso kümmerte sich der Bauhof um den Schaden, den Eindringlinge verursachten, indem sie Ventile der Löschwasserleitung aufdrehten.
Da der Strom für die öffentliche Beleuchtung der Kulturhausstraße bisher von der Trafostation des Kulturhauses kam, wurde dies jetzt durch die Gemeinde umgestellt.
Für mögliche überregionale Nutzungen des Palastes wurden die Ministerien für Wirtschaft, Bildung und Kultur sowie die Landesentwicklungsgesellschaft Thüringen (LEG) einbezogen. So wurde unter anderem die Einrichtung eines Lehrerbildungsinstitutes für Thüringen diskutiert. Schließlich wurden die Ideen mit Hinweis auf die verkehrstechnisch ungünstige Lage des Hauses verworfen.
Nachdem 1998 endlich der Eintrag ins Grundbuch erfolgt war, organisierte Immo-Möbel die Ausschreibungen für die Sanierungsarbeiten. Zur Unterstützung der weiteren Nutzung ließ die Gemeinde die Spannbetonbrücke der Zufahrtsstraße instand setzen und die weiteren Zufahrtstraßen Krumme Gasse, Pestalozzistraße und B281 grundhaft ausbauen.
Im Kulturpalast wurden eine Erdgasheizung installiert, Fenster repariert, Toilettenanlagen neu gefliest und vieles andere teilsaniert. Das ehemalige Café bekam neue Stühle, und im Nordwestflügel wurden Übernachtungsräume mit Nasszellen eingerichtet und möbliert.

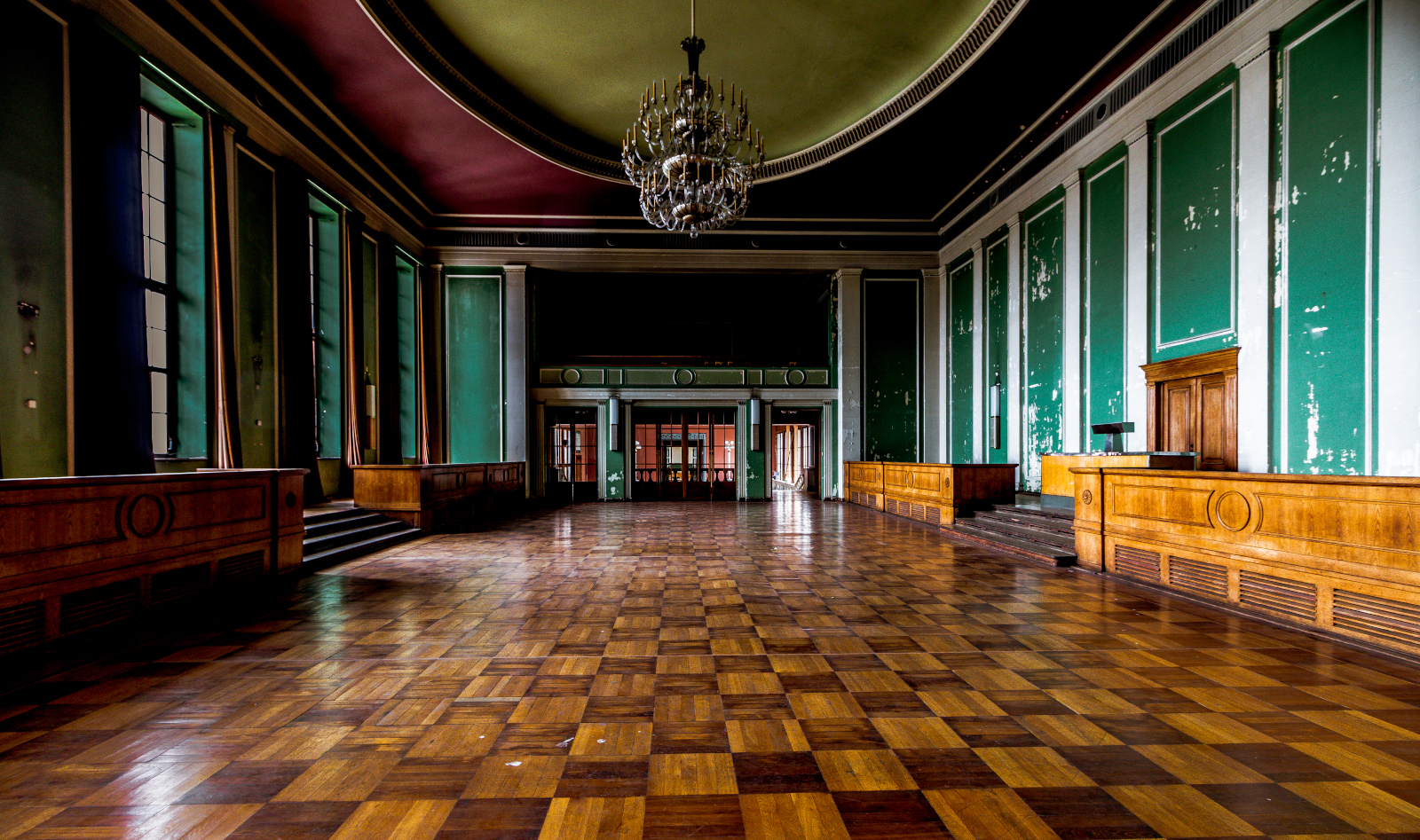
Foyer (mit Schäden an Wänden und Boden, 2019)

#### Folgenreiches Leck in der Trinkwasserleitung

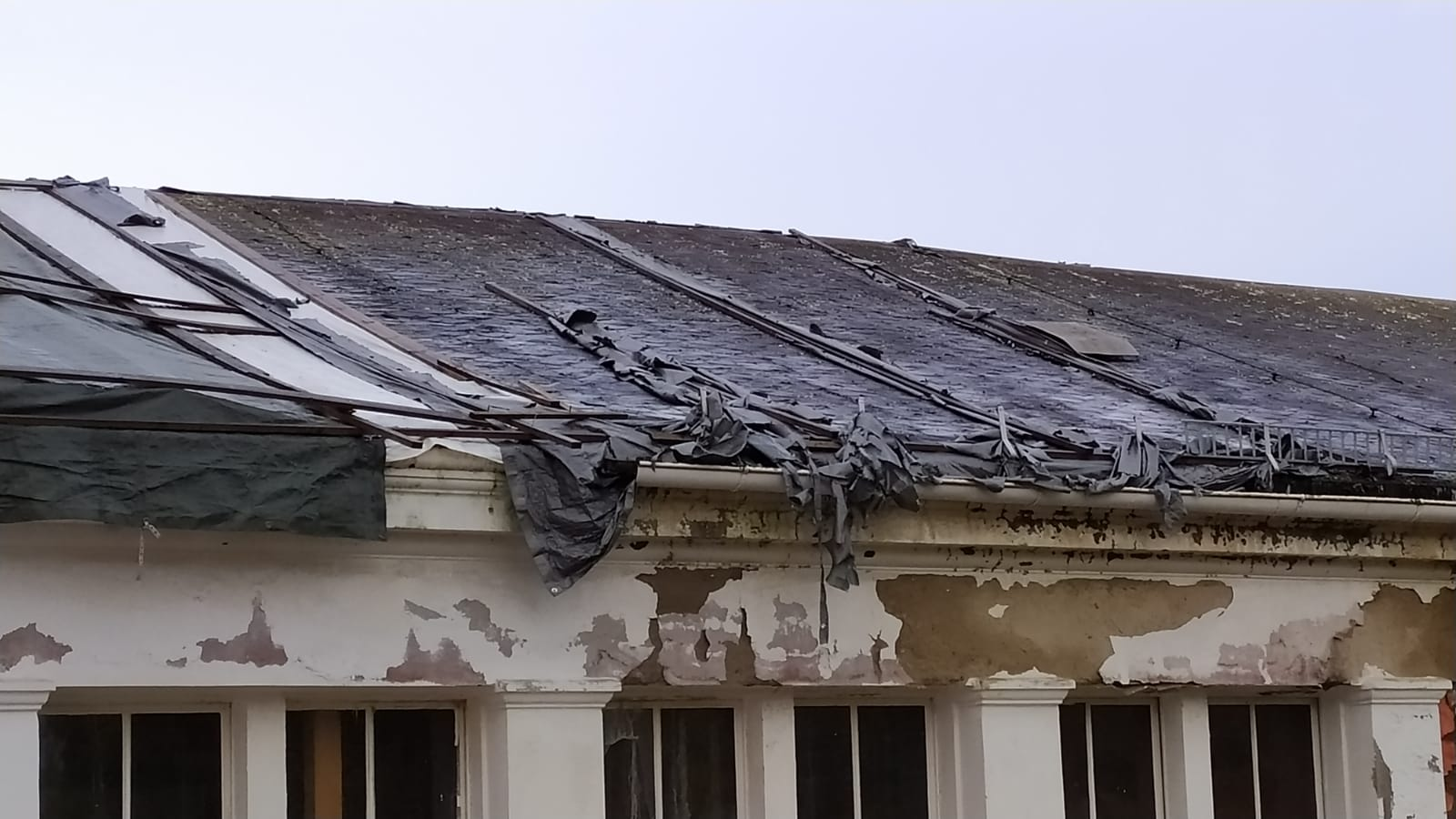
Dach über Treppenaufgang zum Theatersaal Nordseite (2019)

Im Jahre 2000 waren neben der 875-Jahr-Feier Unterwellenborns auch noch die Jubiläen des Stahlwerkes Thüringen sowie die Wiedereinweihung des neuen Maxhüttenindustrieparks mit der Umgehungsstraße B281 durch den Ministerpräsidenten Bernhard Vogel geplant. Aber die Hoffnung der Gemeinde, den Kulturpalast für diese Feierlichkeiten nutzen zu können, wurden zerschlagen, denn unbezahlte Wasser-Rechnungen der Kronacher Firma führten zum Stopp der Bauarbeiten. Der Zweckverband Wasser/Abwasser Saalfeld (ZWA) lieferte kein Wasser mehr. Erst jetzt fand man heraus, dass die über hundert Meter lange Trinkwasserzuleitung zum Kulturpalast defekt gewesen und damit schuld an hohen Wasserverlusten und Wasserkosten war. Demzufolge stellte der ZWA der Immo-Möbel von 1994 bis 1998 enorme Rechnungen, obwohl im Haus gar kein Wasser verbraucht wurde. Da sich Schneiders Firma für den Wasserverlust nicht in der Schuld sah, weigerte man sich, die Rechnungen zu bezahlen. Die Gemeinde mit Bürgermeister und Kreistagsmitglied Horst Sterzik bemühten sich, die Schulden niederzuschlagen, was jedoch keinen Erfolg brachte.

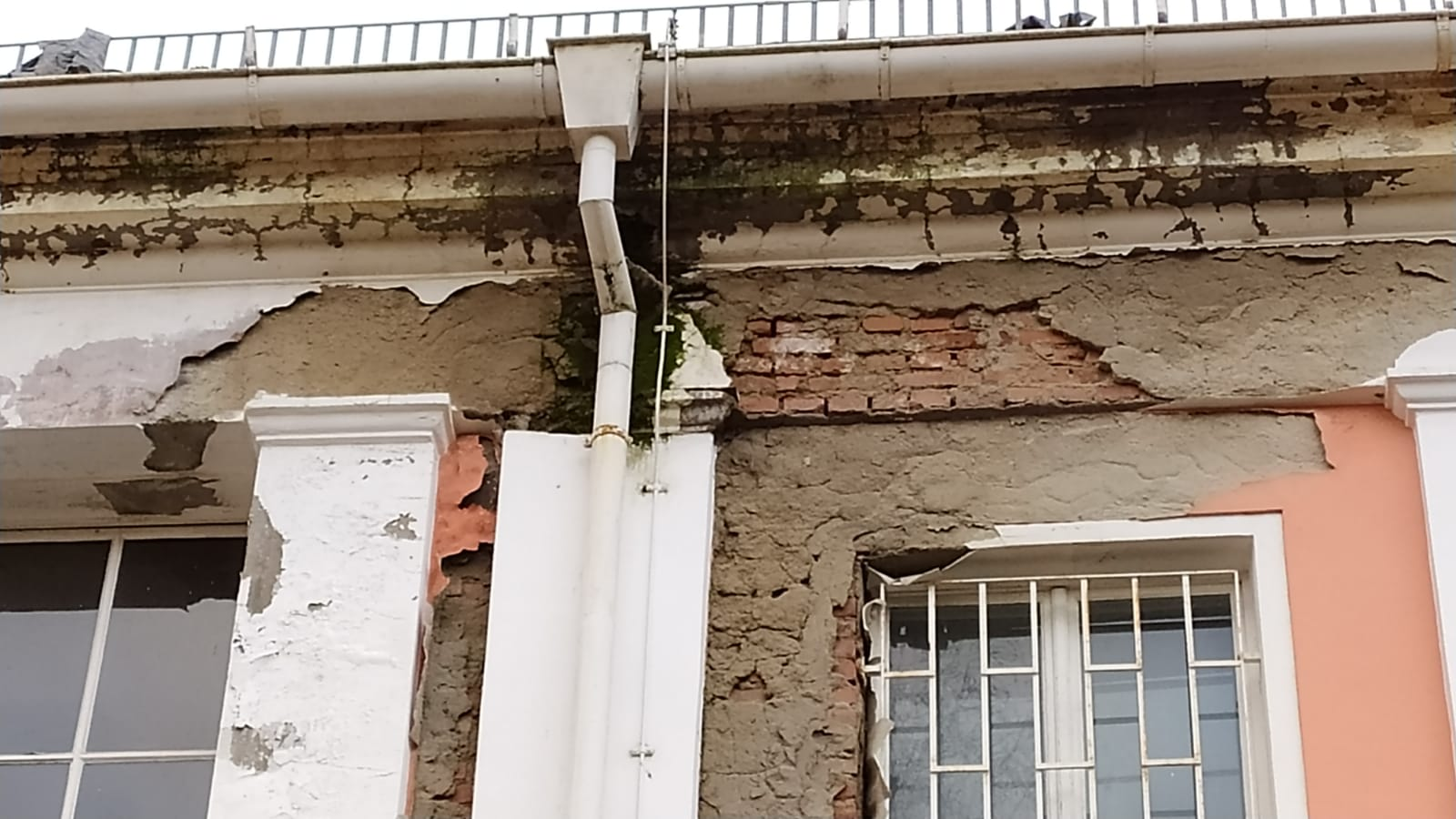
Fassade des Nordflügels (2019)

Der von Schneider eingestellte Hausmeister Manfred Witt durfte trotz allem nach Einstellung der Bauarbeiten weitermachen, kümmerte sich mit Unterstützung des Bauhofes um die Außenanlagen, fungierte als „Sicherheitsdienst“ und führte Besucher durch das Objekt. Eine neue Initiative der Gemeinde in Abstimmung mit Knut Schneider im Jahre 1998, bei der mit Ministerien, dem Landkreis und dem Zweckverband Wasser/Abwasser Lösungen gefunden werden sollten, blieben erfolglos. Die Gemeinde bot an, die Kosten für die Erdarbeiten zur Schaffung eines neuen Wasseranschlusses zu übernehmen. Aber Schneider lehnte das Angebot ab.
Weitere Gespräche mit dem Eigentümer führten dazu, dass Teile des Hauses u. a. für Auftritte des Maxhüttenchores, Jugendtanz, Ausstellungen und Öffnungen zum „Tag des offenen Denkmals“ genutzt werden durften. Auch die von der Gemeinde initiierte Bildung einer Stiftung, bei der als Partner das Bildungszentrum Saalfeld, die Fachoberschule Unterwellenborn und die Bauhausuniversität Weimar Interesse bekundeten, wurde vom Kronacher Eigentümer abgelehnt. Durch den Verzicht auf die Grundsteuer, Mithilfe bei der Pflege der Außenanlagen und bei Reparaturen, Auspumpen des überschwemmten Kohlekellers und vieles mehr kam die Gemeinde dem Eigentümer entgegen, jedoch konnte auch dadurch der Streit um die Schulden mit dem ZWA nicht beigelegt werden.

#### Vereinsgründung und erste Maßnahmen zur Dachsicherung
2013 gründete sich der Verein „Kulturpalast Unterwellenborn e.V.“, der es sich zur Aufgabe gemacht hat, das Haus vor dem Verfall zu retten, vor Einbrüchen und Vandalismus zu schützen und in Kooperation mit dem Besitzer eine erneute Nutzung als kulturelles und künstlerisches Zentrum der Region zu ermöglichen. Da die Gemeinde nunmehr aber eine Grundsteuer nach gesetzlicher Vorgabe erheben und die Erneuerung der Kulturhausstraße gerichtlich durchsetzen musste, gestaltete sich die Zusammenarbeit mit der Immo-Möbel immer schwieriger. Die Firma hatte das Gelände, auf dem sich die Kulturhausstraße befindet, irrtümlicherweise mit erworben und war folglich auch dafür zuständig.

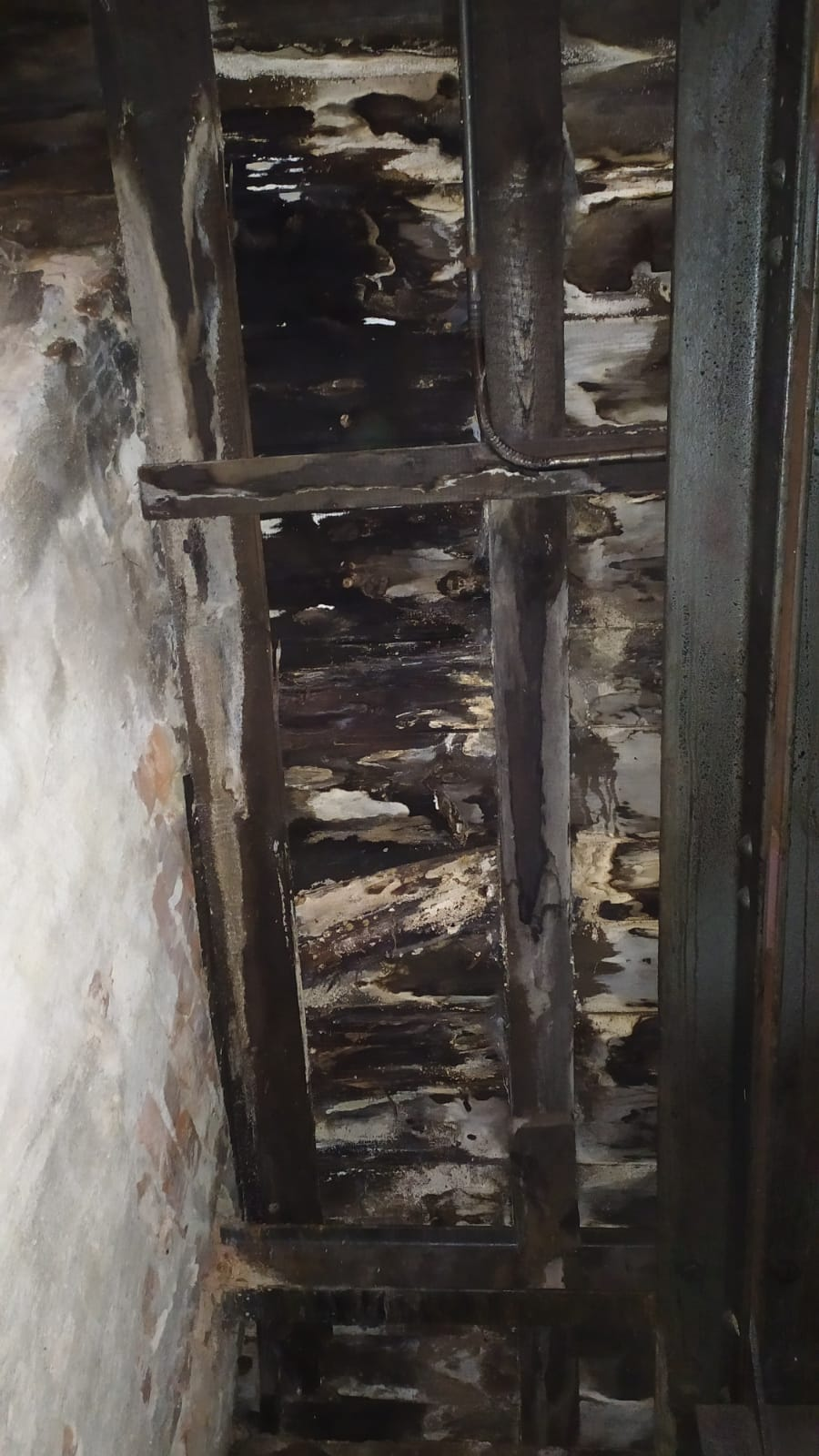
Hauptdach - Schäden um den Rauchabzug im Bühnenbereich (2019)

Durch das defekte Dach des Südflügels drang massiv Regenwasser in das Gebäude, sodass der Verein Auffangbehälter aufstellte, die ständig geleert werden mussten. Später wurden im kleinen Saal große Bauplanen gespannt, um das Wasser abzuleiten. 2018 gelang es dem Verein durch intensive Vermittlungen, dass die Dächer des Südflügels und des Südwestflügels mit Hilfe von Fördermitteln des Landesamtes für Denkmalschutz saniert werden konnten. Dabei konnten „Prefa“-Dachschindeln aus Aluminium verwendet werden, die zwar mehr als andere Lösungen kosteten, deren dadurch aber ebenfalls höhere Lebensdauer und Garantie am Ende ausschlaggebend waren.

#### Abweisung bewilligter Fördergelder, Hausverbot und verzögerte Dachsanierung
Dennoch drang weiterhin Wasser ins Haus, denn der Nordflügel war noch an vielen Stellen offen, und die vom Verein hier über das Dach gespannten Planen, die seit 2016 im darunter liegenden Treppenaufgang aufgestellten Eimer und die aufgrund bereits durchgefaulter Nagelbinder als vorübergehende Notlösung eingesetzten Stützbalken konnten dies nicht ausreichend verhindern. Auch die Regenfallrohre und Sammelkanäle im Erdreich auf der Nordseite waren zerborsten und zugeschlammt. Da das Haus im Kellerbereich von außen nicht abgedichtet ist, drang und dringt auch nach wie vor viel Oberflächenwasser durch die Fundamente ein. Trotz einer zweiten leistungsstarken Grundwasserpumpe, die der Verein anschaffte und deren Stromkosten er bezahlte, konnte oft nicht verhindert werden, dass der Wasserspiegel im Keller um zwanzig Zentimeter und mehr anstieg. Auch durch die bis heute nicht ausreichend abgedichteten großen Fenster im Eingangsbereich dringt bei Stark- und bei Westregen Wasser ins Haus.
Im Juni 2019 bewilligte die Deutsche Stiftung Denkmalschutz dem Verein Fördermittel in Höhe von 10.000 Euro für die Instandsetzung der Fensterfront des Südflügels und der Haupteingangstüren. Das Geld konnte jedoch nicht abgerufen werden, da Eigentümer Knut Schneider dem Verein Hausverbot erteilte und ihm die Vollmacht für die Durchführung der Sanierungsarbeiten entzog. Die Gründe für das anwaltlich erteilte Hausverbot sind dem Verein nicht bekannt.
Die ursprünglich für Anfang 2019 geplante Dachsanierung des Nordflügels und Trockenlegung um den gesamten Kulturpalast, für die ebenfalls öffentliche Finanzmittel in Höhe von rund 135.000 Euro bewilligt wurden, fand aufgrund der Zugangsverweigerung nicht statt. Die auf dem Dach angebrachte Plane wurde verweht, eindringendes Wasser zerstörte das Parkett des Ballettsaals, und der zunehmende statische Druck auf die feuchten Nagelbinder ließ die Decke absinken. Die vor dem Hausverbot aufgestellten Auffangbehälter können vom Verein nicht mehr geleert werden, sodass auch das anfangs vom Eigentümer aufgearbeitete und abgeschliffene Parkett des Auditoriums immer mehr zerstört wird. Ähnliches gilt für den Theatersaal im Haupthaus, dessen einst prächtige mit Stoff verkleidete Wände schimmeln, und dessen Zuschauerraum durch das auch hier längst baufällige Dach zunehmend verrottet.

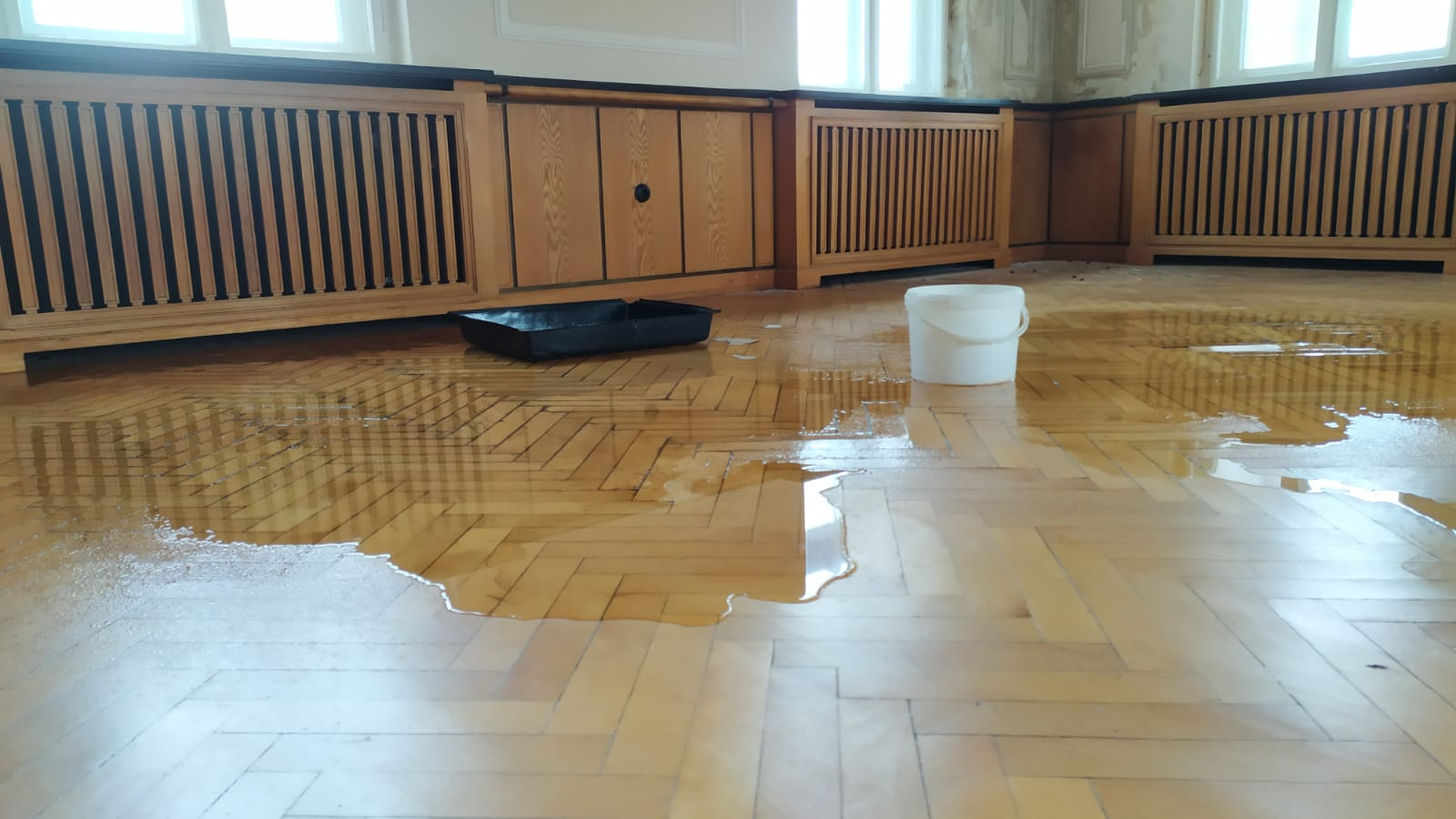
Regenwasser zerstört das Parkett im Ballettsaal (2019)

Erst im Frühjahr 2020 wurde das Dach des Nordflügels nach weiterem Drängen durch den Verein repariert. Durch die einjährige Bauverzögerung entstanden neue schwere Schäden in den darunter liegenden Räumlichkeiten. Über Pläne einer ebenfalls dringend notwendigen Sanierung des einsturzgefährdeten Daches über dem Hauptgebäude und seinem Theatersaal ist nichts bekannt.

#### Einbruchserie, Vandalismus und „Lost Places“-Fotografen
Bereits in der Nacht zum Reformationstag Ende Oktober 2017 versuchten Unbekannte, mehrere Lampen aus dem Palast zu stehlen. Dabei verursachten sie Sachschäden in Höhe von etwa 500 Euro, ließen die zum Abtransport bereitgelegten Lampen jedoch liegen.
Am 28. Dezember 2019 informierte die Polizei nach einem Hinweis eines Augenzeugen, dass aus dem Kleinen Saal drei Kronleuchter offensichtlich mit Brachialgewalt einfach aus der Decke gerissen und gestohlen wurden. Dabei gingen auch viele der einzelnen Glaskugeln zu Bruch. Die Modelle mit 12 Kugeln pro Lampeneinheit waren baugleich mit den Leuchten im Berliner „Palast der Republik“ und wurden in den 1970er Jahren eingebaut.

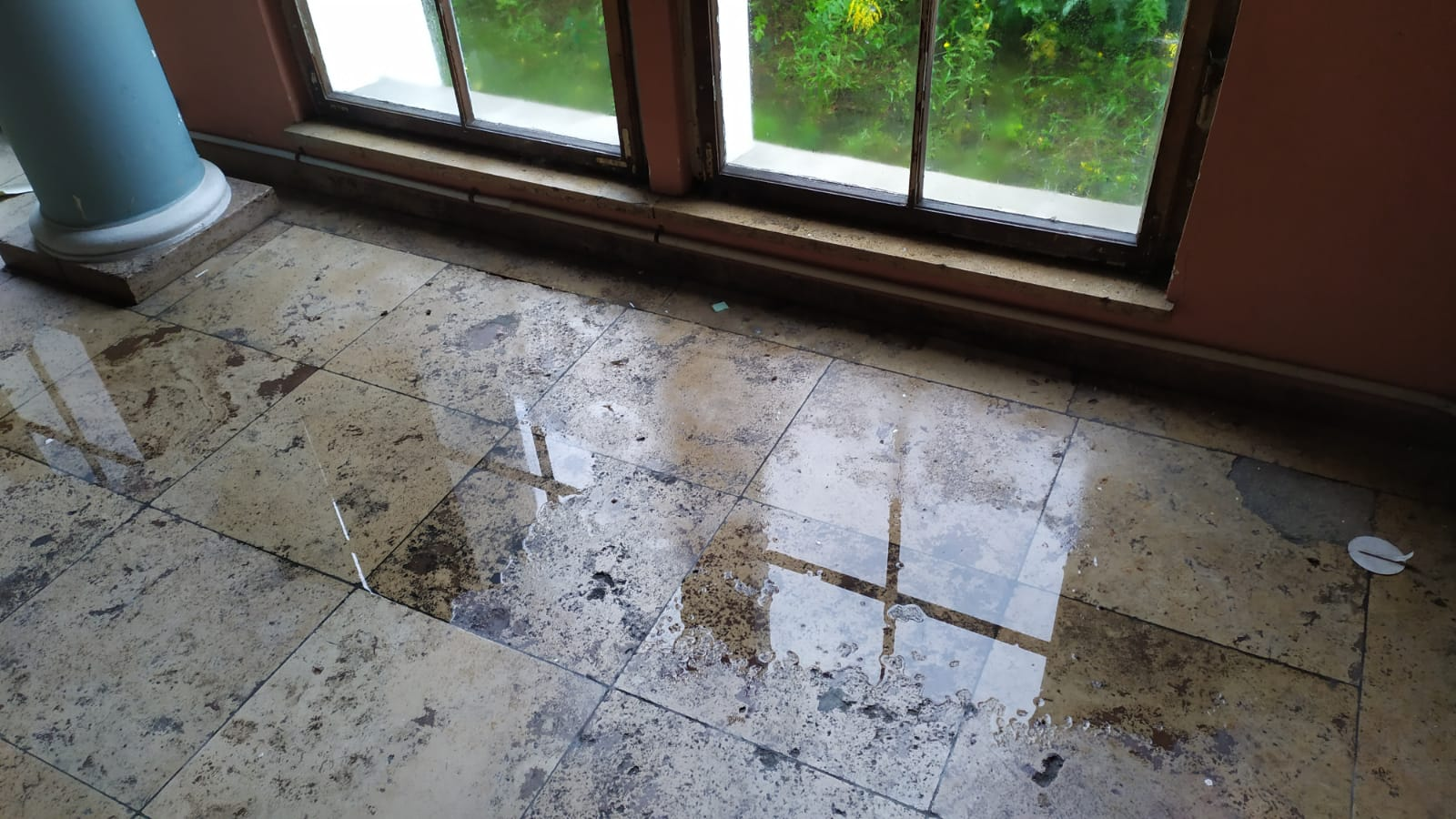
Wasserschäden durch undichte Fensterfronten (2019)

Zwischen Himmelfahrt und Pfingsten 2020 gab es einen weiteren großen Einbruch, bei dem die drei Kronleuchter des Cafés gestohlen wurden, ebenso Wanduhren, Notweg-Beleuchtungen und weitere Deckenlampen.
Weiter ging es Anfang 2021, als Eindringlinge zwischen 17. und 24. Januar die bis dahin noch voll funktionstüchtige Notstromanlage im Keller komplett zerstörten. Die Täter bauten sämtliche 110 Glaskörper aus und schütteten die darin befindlichen mehr als 1.600 Liter Batteriesäure in den Ausguss. Nach Leerung dieser Behälter wurden diese vermutlich durch ein Fenster abtransportiert, sodass ein größeres Fahrzeug zum Einsatz gekommen sein könnte. Der Beuteschaden wurde mit rund 10.000 Euro beziffert.

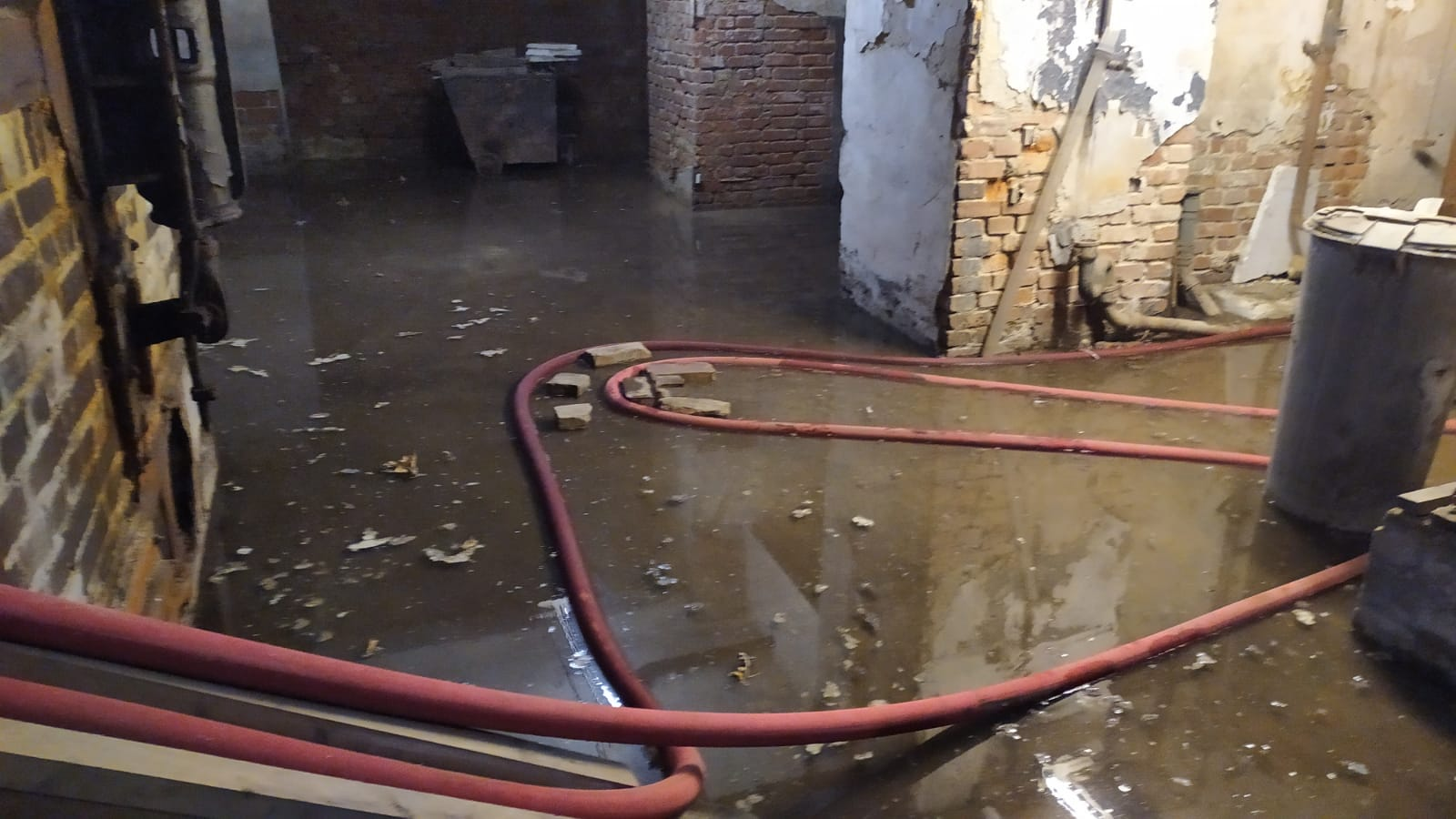
Wasserschäden im Heizungskeller - trotz Pumpen des Vereins (2019)

Nur wenige Tage später, laut Polizeibericht in der Zeit vom 28. Januar, 20:50 Uhr bis 29. Januar 2021, 5.10 Uhr, wurden dann u. a. Bühnenbeleuchtungssysteme, ein Diaprojektor und Reflektoren im geschätzten Gesamt-Sachwert von ca. 60.000 Euro aus dem Haus entwendet. Dabei mussten die Täter einige der Teile in acht Metern Höhe abmontieren. Über diesen und vorangegangene Einbrüche berichtete der Mitteldeutsche Rundfunk in seiner Fernsehsendung „Kripo Live“ am 7. März 2021. Im Februar 2021 meldete die Polizei, dass sie einen 44-jährigen Mann aus dem Raum Leipzig ermittelt habe, in dessen Geschäftsräumen fast die gesamte gestohlene Bühnentechnik gefunden wurde. Auch Teile der entwendeten Notstromanlage sowie drei Deckenlampen aus dem Kulturpalast wurden dort gefunden, sodass dem Täter insgesamt drei Einbrüche in das Objekt zur Last gelegt wurden. Bis heute (Stand September 2022) hat Palastbesitzer Knut Schneider die von der Polizei verwahrten Gegenstände nicht abgeholt.
Neben den Diebstählen aus dem offensichtlich nicht ausreichend gesicherten Haus kommt es auch immer wieder zu Vandalismus. Bei einem besonders schlimmen Vorfall am 23./24. Februar 2019 wurden 21 Fensterscheiben eingeworfen. Wenige Tage später folgten weitere 10 Scheiben. Die Reparatur der dabei entstanden Sachschäden in Höhe von mehreren Hundert Euro übernahm nicht der Eigentümer, sondern Vereinsmitglied Steffen Palm. Weitere 49 Scheiben des ehemaligen Restaurants „Bierschwemme“ wurden dann im Juli 2021 zerstört.

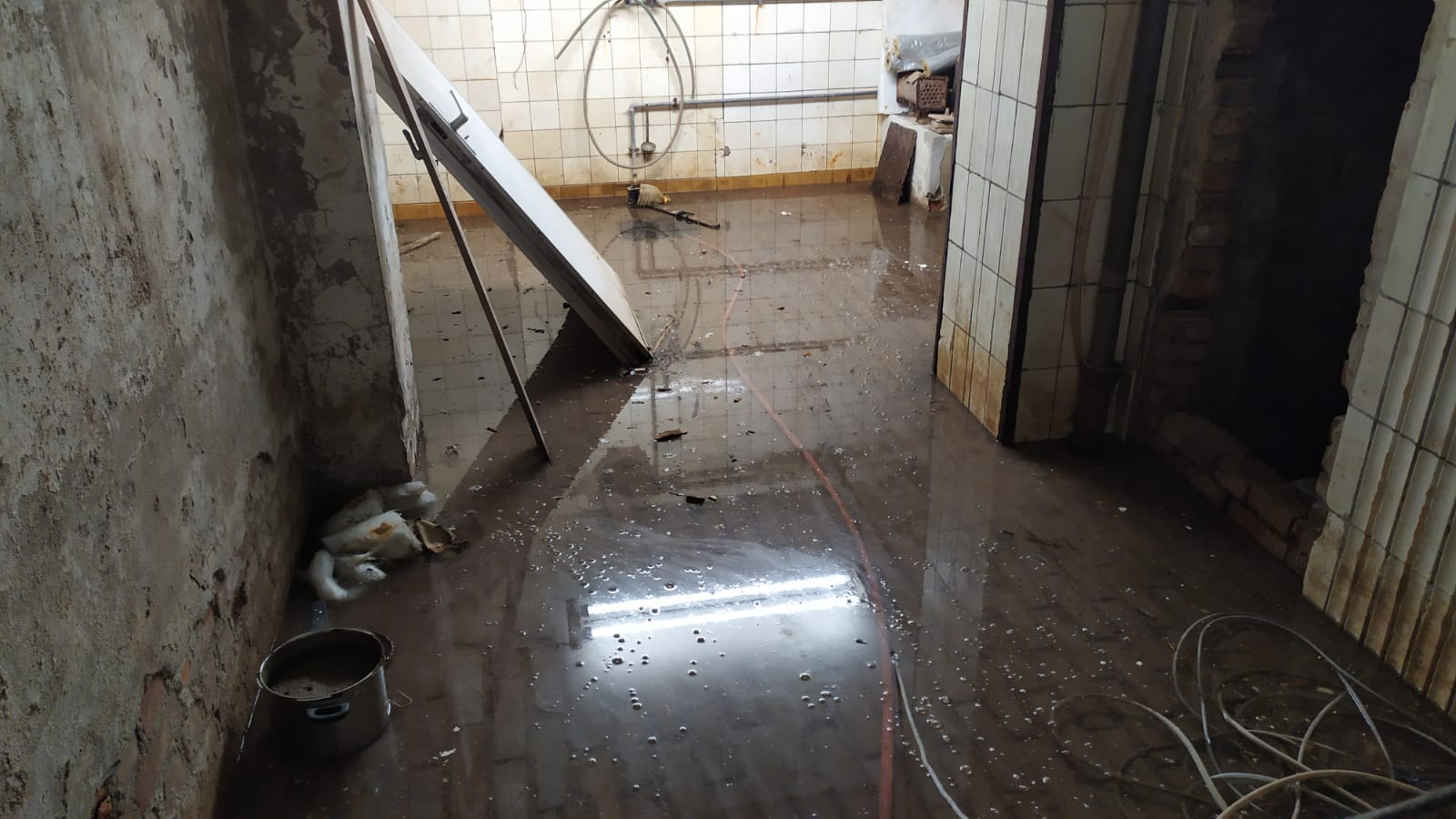
Bierkeller steht unter Wasser (2019)

Seit Jahren dringen auch immer wieder Anhänger der sogenannten „Lost Places“-Szene unberechtigt in das Gebäude ein, um Fotos von den Räumlichkeiten zu machen. Die Bilder sind in den einschlägigen Internetforen zu sehen. Dabei kommt es zwangsläufig auch regelmäßig zu Beschädigungen an Türen, Fenstern und am Inventar.

#### Verein stellt Aktivitäten für den Kulturpalast ein
Im August 2022 gab der Kulturpalast Unterwellenborn e.V. bekannt, dass er nach 9 Jahren seine Aktivitäten für das Gebäude einstellt. Auf Versicherungen von Behörden und Politik, den Eigentümer nötigenfalls mit Sanktionen wenigstens zur Mitwirkung bei Erhalt und Sicherung des Gebäudes zu verpflichten, seien über all die Jahre keinerlei Taten gefolgt, erklärte Vereinschef Torsten Ströher den Rückzug gegenüber der Ostthüringer Zeitung.

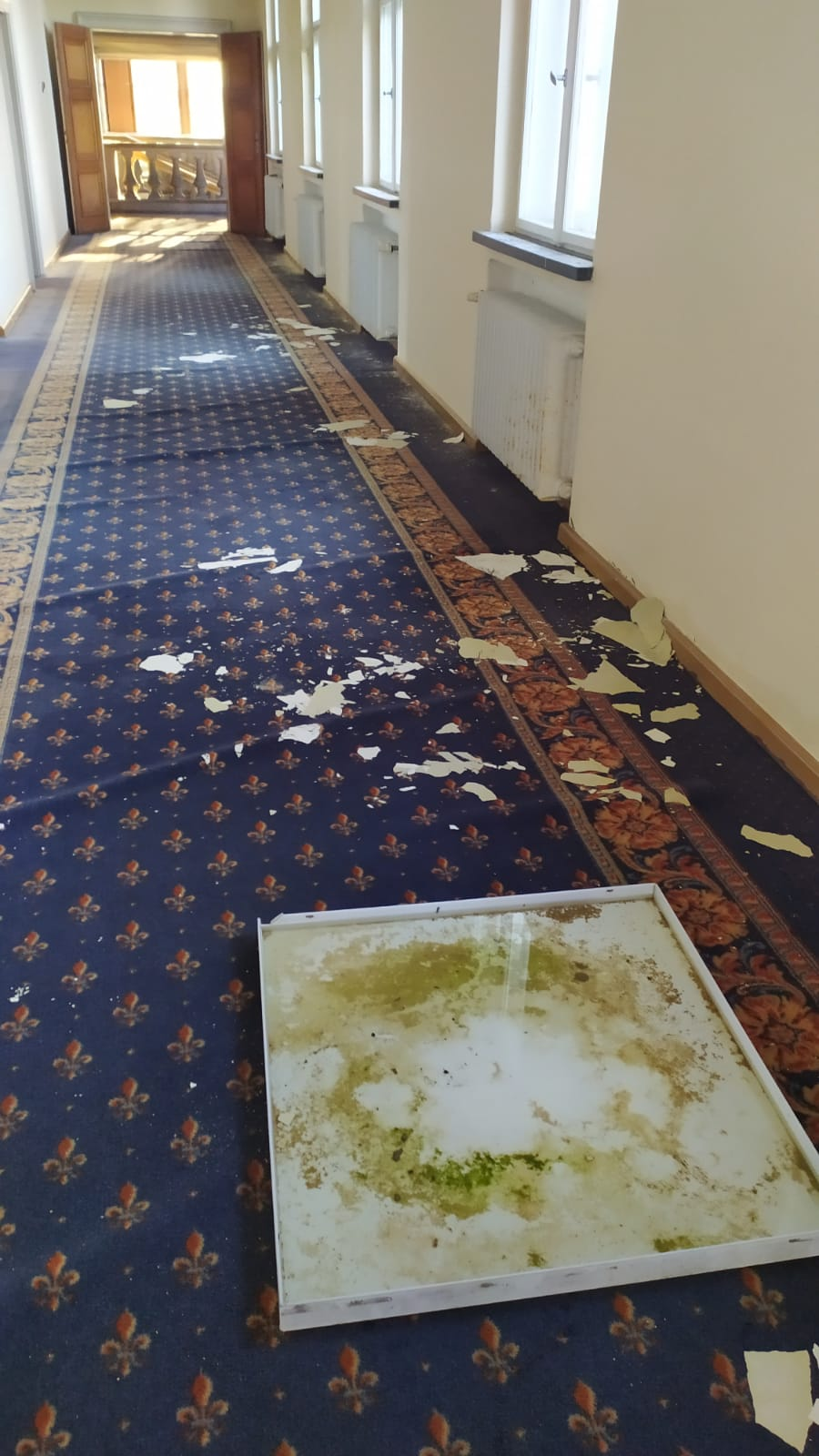
Zugang zum Ballettsaal (2019)

Wie Vereinsmitglied Marion Müller gegenüber dem „Thüringen-Journal“ des MDR Fernsehens ergänzte, habe es auf die meisten Berichte und Hinweise des Vereins zu Beschädigungen durch Einbrüche und Vandalismus sowie zur nie erfolgten Absicherung des Geländes und zum fortschreitenden Verfall auch im Inneren entweder keine oder nur beschwichtigende Reaktionen gegeben. Dabei nehme man vor allem die Untere Denkmalschutzbehörde im Landratsamt Saalfeld ins Visier, deren Pressesprecher gegenüber dem Bürgerradio SRB erklärte, dass im Rahmen der verwaltungsrechtlichen Möglichkeiten Einfluss auf den Eigentümer genommen wurde und werde. So habe sich die Behörde erst im Juni vor Ort ein Bild vom aktuellen Zustand verschafft, und zwar „im Zuge eines laufenden Verfahrens“, zu dem man aber aus Verfahrens- und datenschutzrechtlichen Gründen nichts sagen könne.
Laut Marion Müller glaube man, dem Landratsamt eher zur Last zu fallen, als ernst genommen zu werden. Und während Thüringens Landeskonservator Holger Reinhardt die Rettung des Palastes als eines der bedeutendsten Kultur- und Architekturdenkmäler für das 20. Jahrhundert engagiert unterstütze und Gelder beschaffte, um wenigstens die dringlichsten Sanierungsschritte anzugehen, habe Staatskanzleichef und Kulturminister Benjamin-Immanuel Hoff hingegen keinerlei Versäumnisse der Denkmalbehörde einräumen wollen. Schließlich verkündete Hoff Ende 2019 das Ruhen weiterer Bemühungen bis zu einer irgendwann eintretenden Einsicht des Eigentümers.

### Pläne für zukünftige Nutzung
Laut Denkmalschutzgesetz müssen Investitionen zum Erhalt des Denkmals dem Privateigentümer wirtschaftlich zumutbar sein. Dem Verein und seinen Partnern war es gelungen, in größerem Umfang Fördermittel für die dringend notwendige Sanierung des Daches und des von Wassereinbrüchen stark beschädigten Kellers einzuwerben. Da Eigentümer Schneider diese zu einem erheblichen Teil aus Mitteln eines einmaligen Förderprogramms stammenden finanziellen Landeszuschüsse in einer Größenordnung von mehreren Hunderttausend Euro nicht abrief, verfielen diese unwiderruflich. Nach allgemeiner Rechtsauffassung folgt daraus, dass er sich dadurch nicht mehr darauf berufen kann, dass ihm die Investitionen wirtschaftlich nicht zumutbar wären. Auch könnte er weitere Fördergelder beantragen.
Aufgrund der besonderen überregionalen Bedeutung wird der Denkmalschutz für das Gebäude aus Sicht der zuständigen Behörden auch langfristig trotz baulicher Mängel nicht aufgehoben, sodass eine mögliche Spekulation des Eigentümers auf die Genehmigung eines kostenintensiven Abrisses zur Verwertung des Grundstückes keinen Erfolg hätte. Wichtig hierfür ist außerdem die baurechtlich eindeutige Vorbestimmung der Grundstücksflächen für die Funktionen des denkmalgeschützten Bauwerks.
Durch das Hausverbot für den Verein und die Entlassung des langjährigen letzten Hausmeisters Herrn Witt muss Eigentümer Schneider selbst eine Überwachung des Objektes organisieren, damit der Bestand des Gebäudes nicht beeinträchtigt wird. Das Argument, dass ihm das wirtschaftlich nicht zumutbar sei, ist demzufolge aufgrund des Hausverbots nicht statthaft. Trotzdem wird das Gelände bis heute (Stand September 2022) nicht überwacht oder dessen Zustand regelmäßig überprüft, sodass Vandalismus, Einbrüche und Wasserschäden weiterhin stattfinden.

#### Professionelles Nutzungskonzept
Im Jahr 2018 erstellte der Potsdamer Kulturmanager Pierre Wilhelm eine Potenzialanalyse sowie ein Nutzungskonzept für den Kulturpalast. Demnach sollte als Bündnis aus Zivilgesellschaft, Wissenschaft, Wirtschaft und Verwaltung eine gemeinnützige Stiftung aufgebaut werden, die dem Eigentümer das herausragende Denkmal von nationaler Bedeutung abkauft. Im Einklang mit anderen Einrichtungen soll der Palast wieder zu einem lebendigen Haus für jedermann werden und damit zur Stärkung der Zivilgesellschaft beitragen, akademische und populärwissenschaftliche Bildung vermitteln und Forschern Raum geben, Antworten auf die großen Zukunftsthemen zu finden. Mit ihrer Unterschrift unterstützen dies per Petition unter anderem Trompeter und Dirigent Ludwig Güttler (Cheforganisator des Wiederaufbaus der Dresdner Frauenkirche), Sänger Günther Sigl von der „Spider Murphy Gang“ (die 1983 als erste westliche Rockband durch die DDR touren durfte und im Kulturpalast auftrat), Entertainer Wolfgang Lippert, Liedermacher Hans-Eckardt Wenzel, Schauspieler Peter Bause, „Olsenbande“-Star Jes Holtsø, Jazzsängerin Uschi Brüning, Sängerin Stefanie Hertel, Theatermanagerin Eva Wagner-Pasquier, Filmkritiker Hans-Ulrich Pönack, Sängerin und Schauspielerin Angelika Mann, Moderatorin und Autorin Janine Strahl-Oesterreich, der letzte DDR-Innenminister Peter-Michael Diestel sowie weitere Prominente aus Musik und Kultur und tausende nicht-prominente Menschen.

#### Konzepte von Studierenden der Bauhaus-Universität Weimar
Im Wintersemester 2020/21 erarbeiteten Architektur- und Urbanistik-Studierende der Weimarer Bauhaus-Universität im Rahmen des Master-Projekts mit dem Titel „unterwellen.born to?“ Entwürfe, die das Palast-Gelände als Kultur-Campus thematisieren. Ziel dabei war, das Gebäude und sein Umfeld so zu gestalten, dass sie zeitgemäß und für vielfältige Kulturtechniken unterschiedlichster Genres genutzt werden können. Obwohl die studentischen Visionen in erster Linie als akademische Aufgaben gedacht waren, seien einige der Vorschläge wie die Gestaltung der Parkanlagen oder die neuen Verbindungen zwischen Ober- und Unterwellenborn laut Projektbetreuerin Luise Nerlich durchaus geeignet, sie bei einer Landesgartenschau in der Region umzusetzen.

### Mediale Resonanz
Die überregionale Bedeutung des Kulturpalastes wird auch immer wieder durch die Berichterstattung bundesweit verbreiteter Medien unterstrichen. Neben regelmäßigen Beiträgen in der größten regionalen Tageszeitung OTZ sorgen vor allem der andauernde Verfall des denkmalgeschützten Gebäudes und die damit verbundenen Aktivitäten und Nicht-Aktivitäten der zuständigen Behörden und des Besitzers für mediale Aufmerksamkeit auch in der überregionalen Presse, in Radio, TV und Internet.
So berichteten unter anderem das Wochenmagazin SUPERIllu, neues deutschland, junge Welt, BILD, Radio MDR Thüringen, Radio MDR Kultur, sowie mehrfach auch das MDR Fernsehen mit seinem Thüringen-Journal über den baulichen Zustand, die architekturhistorische Bedeutung des Hauses, Einbrüche, Diebstähle und Verwüstungen sowie die vergeblichen Bemühungen des Vereins, die Politik zur Ausschöpfung und Umsetzung der rechtlichen Möglichkeiten zu bewegen.
Nach einem ausführlichen Beitrag in der Fernsehsendung Kripo Live des MDR am 7. März 2021, in dem über die Diebstahlserie um Lampen, Bühnentechnik und Notstromaggregat berichtet wurde, konnte die Polizei nach rund einem weiteren Jahr Fahndung die Täter ermitteln.

In einer live aus Schmalkalden ausgestrahlten Sonderausgabe der langjährigen TV-Unterhaltungsshow Damals war’s mit Wolfgang Lippert brachte Radio MDR Thüringen-Moderator Marko Ramm die Probleme um den Erhalt des Gebäudes zur Sprache. Die Sendung lief am 1. Oktober 2022 um 20:15 Uhr im MDR Fernsehen.

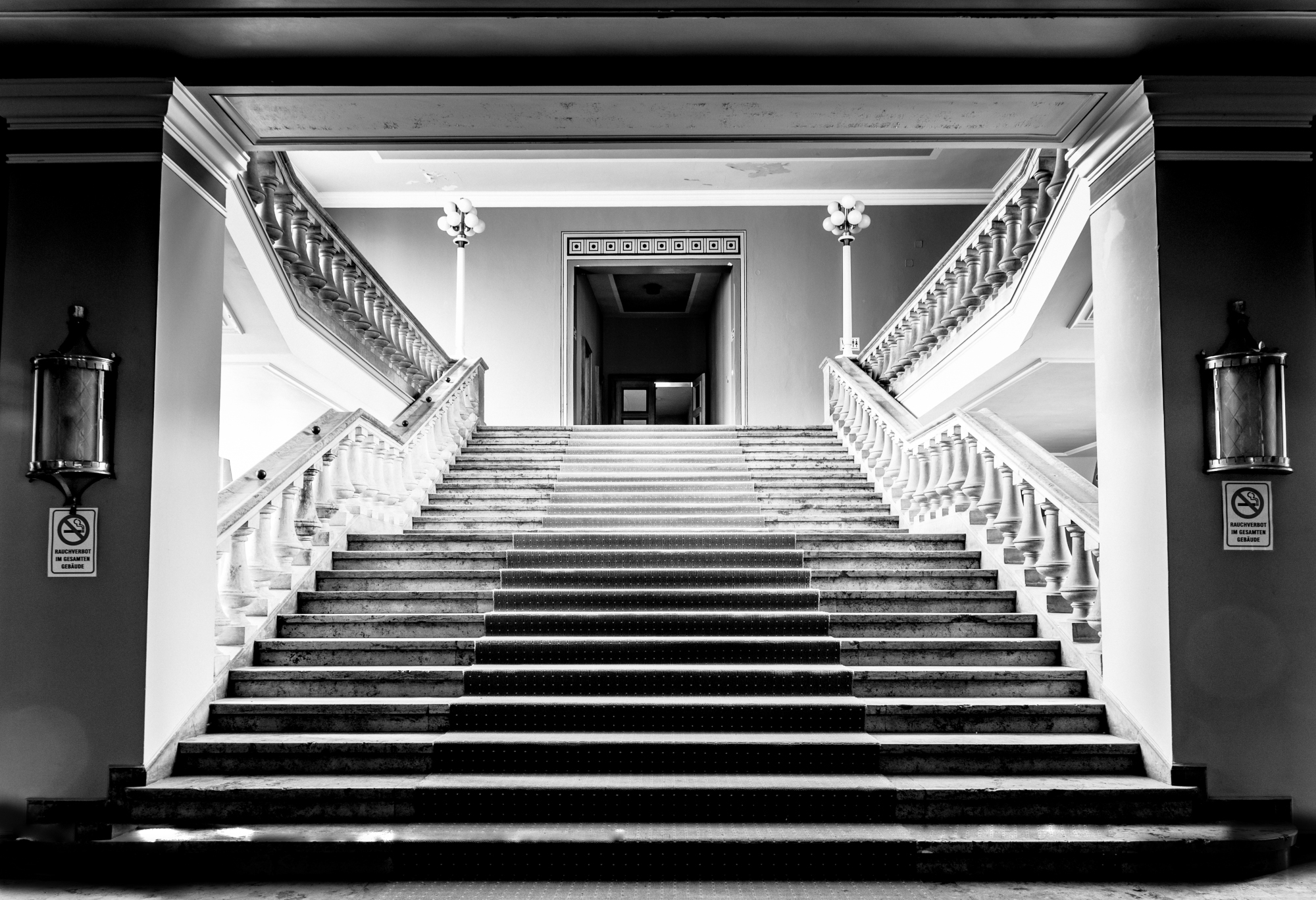
Treppe im Südflügel

Im 2024 erschienen Bildband Max braucht Gesellschaft erinnern die Autoren an die Bedeutung des einstigen Kulturpalastes und ringen um die Erhaltung sowie Wiederbelebung, um auch einen eventuellen Abriss zu verhindern.

## Räumlichkeiten und Ausstattung
Das Gebäudeensemble enthält einen großen Theater- und Kinosaal mit rund 700 Plätzen und einer 360 m² großen Vorder- und Hinterbühne, einen Musiksalon mit ca. 200 Plätzen, ein Foyer mit Nordempore für Musik-, Tanzveranstaltungen und Konferenzen mit 320 Plätzen, einen kleinen Saal mit 120 Plätzen, ein Café-Restaurant mit ca. 120 Plätzen, ein Restaurant im Gewölbekeller („Bierschwemme“), einen großen Seminarraum mit 180 Plätzen, eine Bibliothek, Klub- und Spielräume, Vortragsräume, mehrere Sitzungszimmer und eine große Küche.
Die Beleuchtung mit mehr als 50 verschiedenen Leuchten und Lüstern stammte von Firmen aus Leipzig, Chemnitz und Ebersbach. Darunter fanden sich neben Standardmodellen auch Einzelanfertigungen.

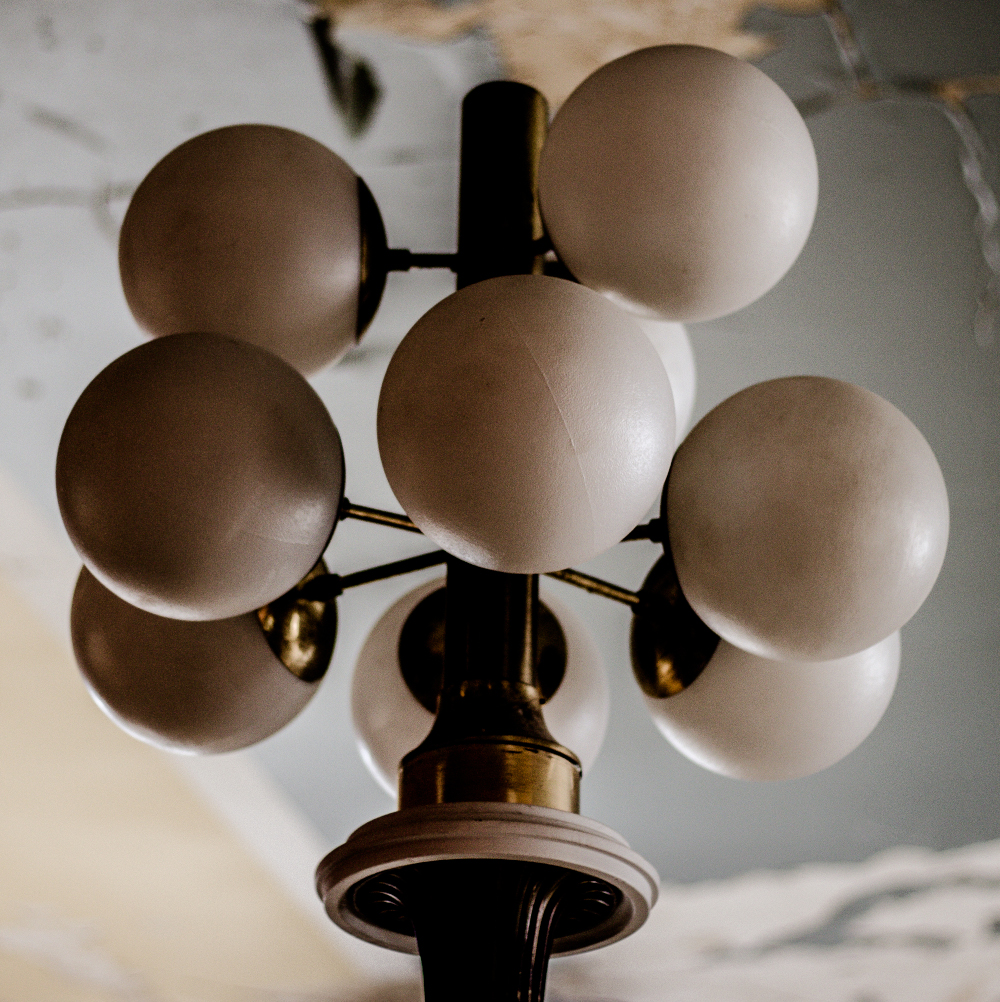
Leuchte

Am Haupteingangsportal befindet sich ein Giebelrelief, und die Kartuschen zwischen den Säulen sind mit Mosaiken dekoriert, die die fünf Musen darstellen. Der Fußboden des „Vestibül“ genannten Eingangsbereiches besteht aus einheimischem Marmor aus der Region Saalburg/Fischersdorf. Die Treppenaufgänge und Podeste bestehen aus Travertin, der ebenfalls aus Thüringen stammt.
Die im Keller des Hauses befindliche Notstromanlage mit 110 Glasbehältern, die jeweils mit 5 Litern Batteriesäure befüllt waren, war die notwendige Rückversicherung für jede Veranstaltung und konnte bis zu zwei Stunden Energie für das Gebäude liefern. Im Januar 2021 wurden die Glaskörper gestohlen und die Anlage dabei zerstört.

## Nutzung

### Zirkel und Vereine
Neben den bereits bestehenden Zirkeln der Maxhütte (u. a. Ensemble, Betriebsfilmstudio, Fotozirkel), die ins Kulturhaus umzogen, entstanden dort weitere Gruppen, die sich u. a. mit Malen und Zeichnen, Basteln, Lesen, Tanz und Gymnastik beschäftigten sowie das Arbeiter-Sinfonieorchester und das Arbeitertheater.
1958 beteiligten sich im Kulturpalast mehr als 500 Werktätige in 38 Zirkeln und Arbeitsgemeinschaften. Im Jahre 1983 lag die Zahl der Zirkel und AGs bei 42, mit dann rund 600 Nutzern (1985: 43 Zirkel und AGs).
Dem Ensemble der Maxhütte gehörten 1984 75 Sänger, Tänzer und Musiker an.

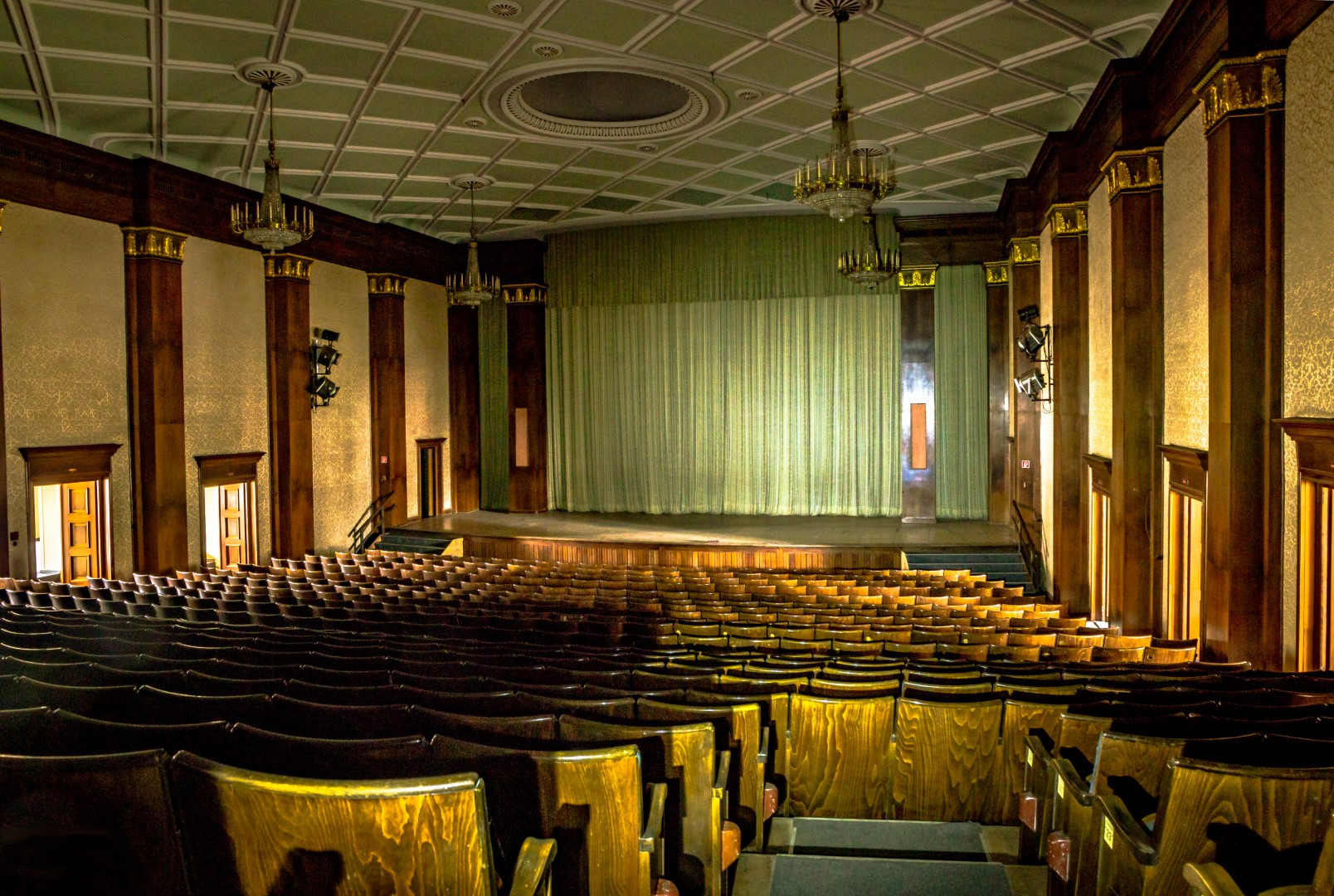
Theatersaal und Kino (2019)

### Theater und Bühnenproduktionen
Theater und Schauspiel, Oper, Lesungen, Puppenspiel, Märchenaufführungen, Kino, Konzerte, Ballett waren frei zugänglich.
Die Theater aus Rudolstadt, Altenburg, Gera, Erfurt, Weimar, Zeitz sowie auch Ensembles aus anderen Städten wie das Zille-Ensemble aus Berlin bespielten den Kulturpalast ganzjährig abwechselnd. So wurden beispielsweise im März und April 1981 unter anderem Franz von Suppés Operette „Die schöne Galathee“ und das Ballett „Coppelia-Suite“ aufgeführt, während im 1983 unter anderem Albert Wendts Schauspiel „Die Dachdecker“, Otto Nicolais „Lustige Weiber von Windsor“ und Verdis „La Traviata“ auf dem Spielplan standen.
Die Theaterspielzeit der Saison September 1982 bis Juni 1983 umfasste 10 Vorstellungen.

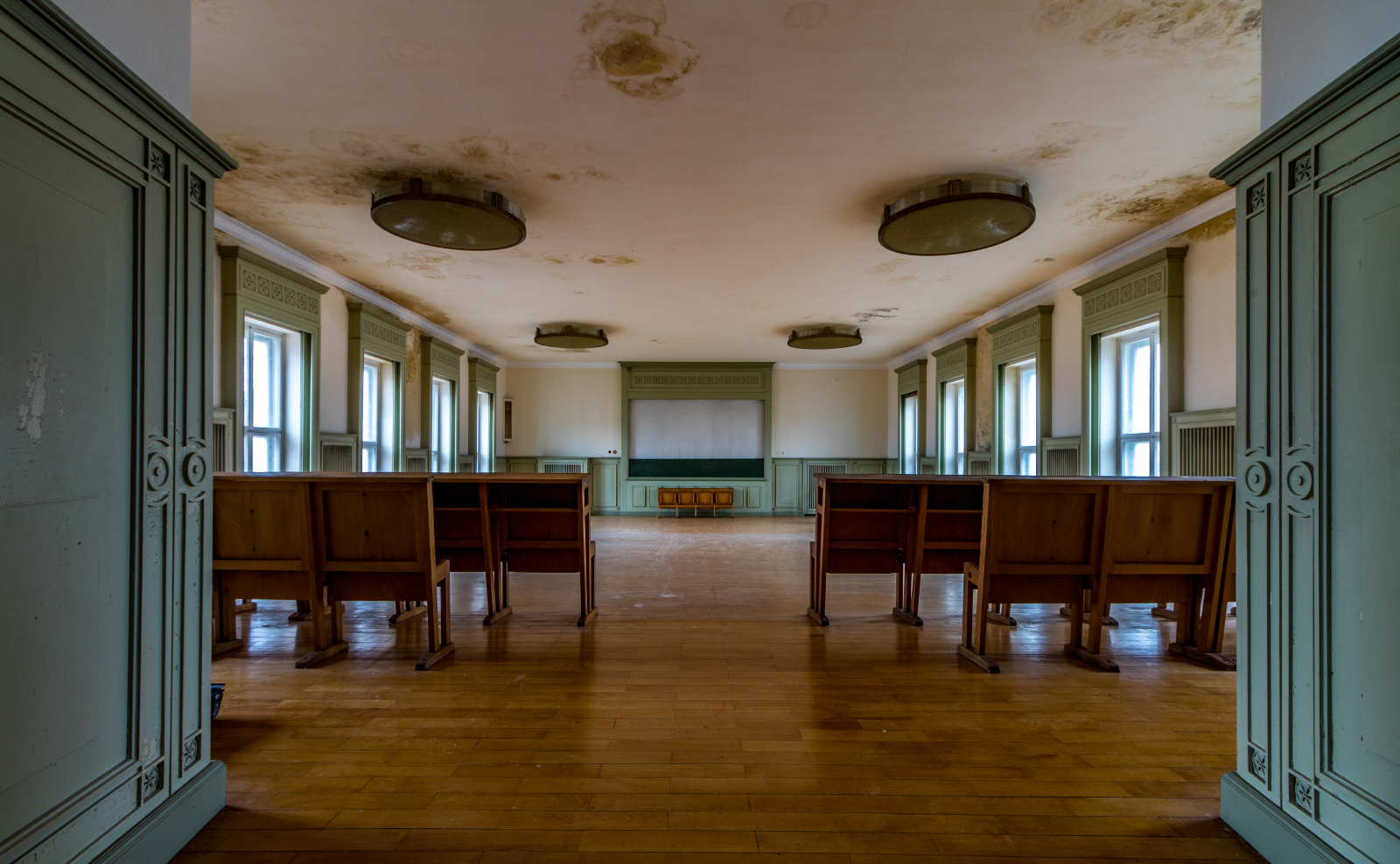
Auditorium (2019)

Die mehr als 1.000 Programme im Theater/Kino, im Auditorium, im Musiksalon und im Jugendzimmer hatten allein 1983 mehr als 185.000 Besucher.
Das Fernsehen der DDR zeichnete im Großen Saal mehrere Bühnenstücke auf, so unter anderem 1975 die Komödie „Heiraten/weiblich“ mit Marianne Kiefer, Eva-Maria Hagen, Nina Hagen, Gerd E. Schäfer, Herbert Köfer, Kaspar Eichel und Paul Arenkens oder 1979 das von Hans-Joachim Preil inszenierte „Liebling, du irrst!“ mit Ilona Grandke, Regina Beyer, Günter Schubert und Heinz Rennhack.

### Konzerte und Tanzveranstaltungen
Das Café lud (Stand März 1981) an jedem Sonnabend ab 19:30 Uhr zum Tanz.
Im Theatersaal traten nationale und internationale Schlager, Pop- und Rock-Musiker auf. So sangen, moderierten und spielten unter anderem Günter Gollasch, Fips Fleischer, Heinz Quermann, Lutz Jahoda, Rolf Herricht, Hans-Joachim Preil, Bärbel Wachholz, City, die Puhdys, Monika Herz, Frank Schöbel, Karat und Winni 2.
Am Sonnabend, dem 5. November 1983 stand der Kulturpalast auf dem Spielplan der Spider Murphy Gang, die damit als erste westdeutsche Rockband eine Tournee in der DDR veranstalten durfte. Die Münchner wurden bei ihrer Tournee von einem Kamerateam des ZDF begleitet, das auch in Unterwellenborn filmte und die Eindrücke der Musiker für eine 44-minütige Fernsehdokumentation mit dem Titel „Rock'n'Roll Rendezvous“ festhielt.
Ute Freudenberg gastierte mit ihrer Band 2003 auf dem Vorplatz des Hauses.

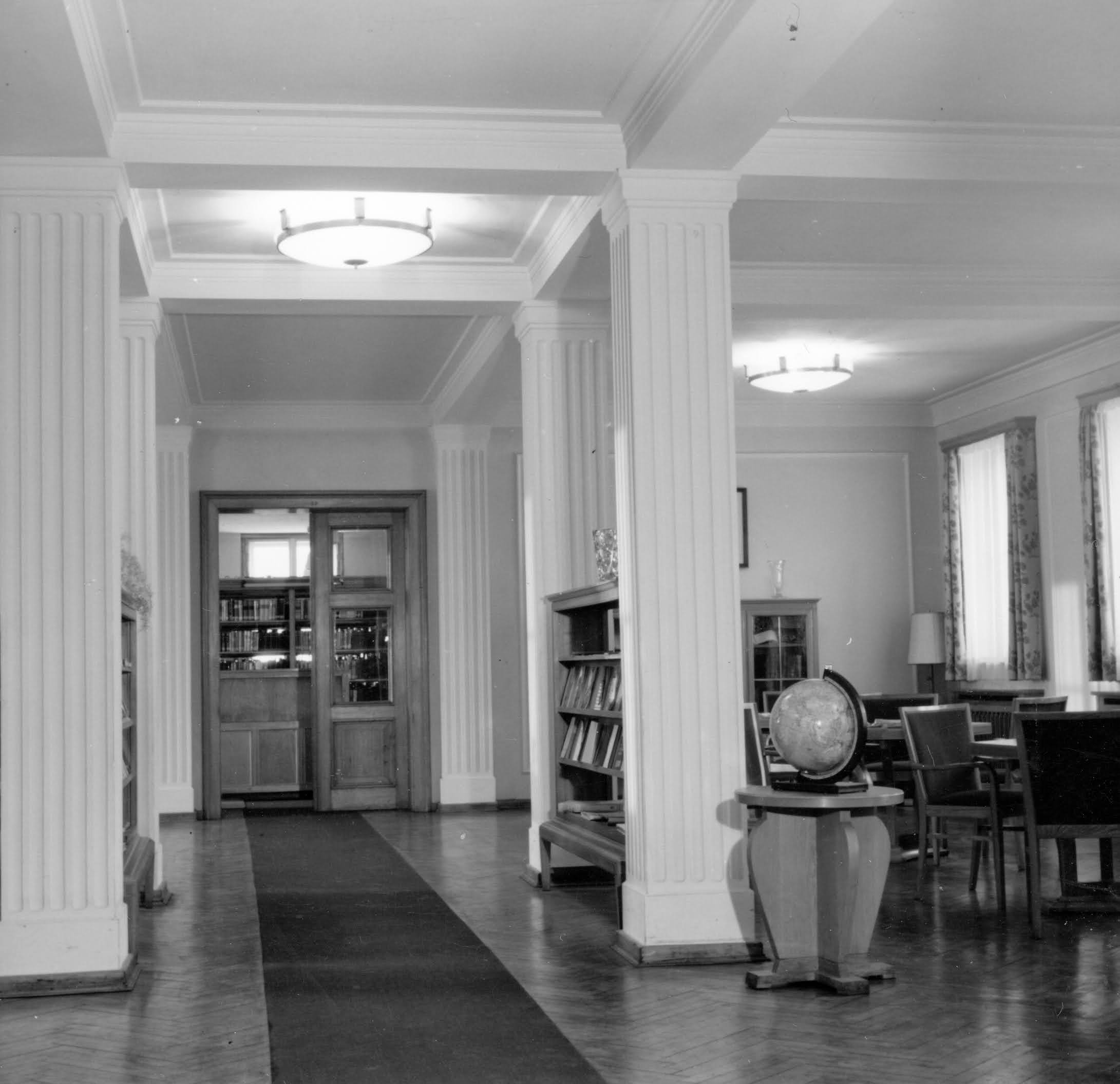
Bibliothek mit Lesesaal, Ende 1950er Jahre

### Bibliothek
Die Bibliothek befand sich im Nordflügel und verfügte über Belletristik, Sach-, Fach- und Kinderliteratur, Zeitungen und Zeitschriften sowie Audio-Medien für alle Altersklassen. Stand März 1981 war sie dienstags und donnerstags, von 13 bis 18 Uhr sowie mittwochs von 14 bis 18 Uhr und freitags von 15 bis 18 Uhr geöffnet. Die Ausleihe war kostenlos.
Im November 1984 verfügte die Bibliothek über einen Bestand von mehr als 30.000 Bänden und knapp 700 Schallplatten.

### „Kleine Galerie“
Um neben der Literatur auch der bildenden Kunst eine adäquate Möglichkeit zur Darstellung von Problemen und Themen der Gegenwart zu ermöglichen, regte der Literaturzirkel an, den Lesesaal der Bibliothek zur Galerie auszubauen.
Die am 6. Oktober 1972 mit Werken des Gorndorfer Malers und Grafikers Herbert Strecha eröffnete „Kleine Galerie“ war die erste derartige Einrichtung in einem betrieblichen Kulturhaus. Sie wurde geleitet von Margret und Dr. Edwin Kratschmer.
Bis zum November 1988 fanden dort 100 Ausstellungen statt, die von 210 Künstlern mit 6.500 Werken gestaltet und insgesamt von etwa 360.000 Besuchern gesehen wurden. Dazu gab es 1.800 Kunstgespräche mit rund 20.000 Interessenten, und zu jeder Ausstellung war auch eine Audio-Führung verfügbar. Es wurden 90 Faltblätter und Kataloge herausgegeben und in der Presse mehr als 250 Besprechungen abgedruckt.
Während sich zu besonders aufsehenerregenden Ausstellungen wie „Liebes-Kunst“ mit Werken von 50 DDR-Künstlern zum Thema „Liebe“ (1981) oder “Akt-Fotos” allein zu den Eröffnungen jeweils mehr als 200 Besucher drängten, waren “Maxhüttenkumpel” meist selten in der Galerie anzutreffen, weniger als 10 Prozent der Belegschaft nutzten die Angebote ihrer Betriebsgalerie. Hier war also vor allem kunsterzieherische Arbeit gefragt, die jedoch auch gerade direkt vor Ort und vor den Kunstwerken erfolgreich Neugier wecken konnte.

### Kino
Im auch als Kino genutzten Theatersaal wurden in der Regel jeden Dienstag, Donnerstag und Sonntag um 16:30 Uhr (Stand März 1981) Filme aller Genres und für alle Altersklassen gezeigt. So liefen neben Märchen und Filmen aus den Ostblockstaaten wie dem Geschichtsdrama „Zwischen Zarenhof und Schlachtfeld“ auch die dänischen „Olsenbande“-Abenteuer oder der Edgar-Wallace-Krimi „Das Geheimnis der schwarzen Handschuhe“ aus der BRD.

### Kasse
Das Kassenhäuschen wurde von Beginn bis Ende durchgehend von Herta Chapons betreut, die 1952 als Putzfrau in der Maxhütte begann und dort bereits die Eintrittskarten für die Veranstaltungen im Kultursaal des Presswerks ausgegeben hatte. Nach Eröffnung des Kulturpalastes verkaufte sie hier täglich außer am montäglichen Ruhetag die Tickets für sämtliche Konzerte, Kino, Theater und die anderen Veranstaltungen des Hauses. Diese Tätigkeit verübte sie bis zur Einstellung des regulären Veranstaltungsbetriebs nach der Wiedervereinigung 1990.

### Regelmäßige Festveranstaltungen

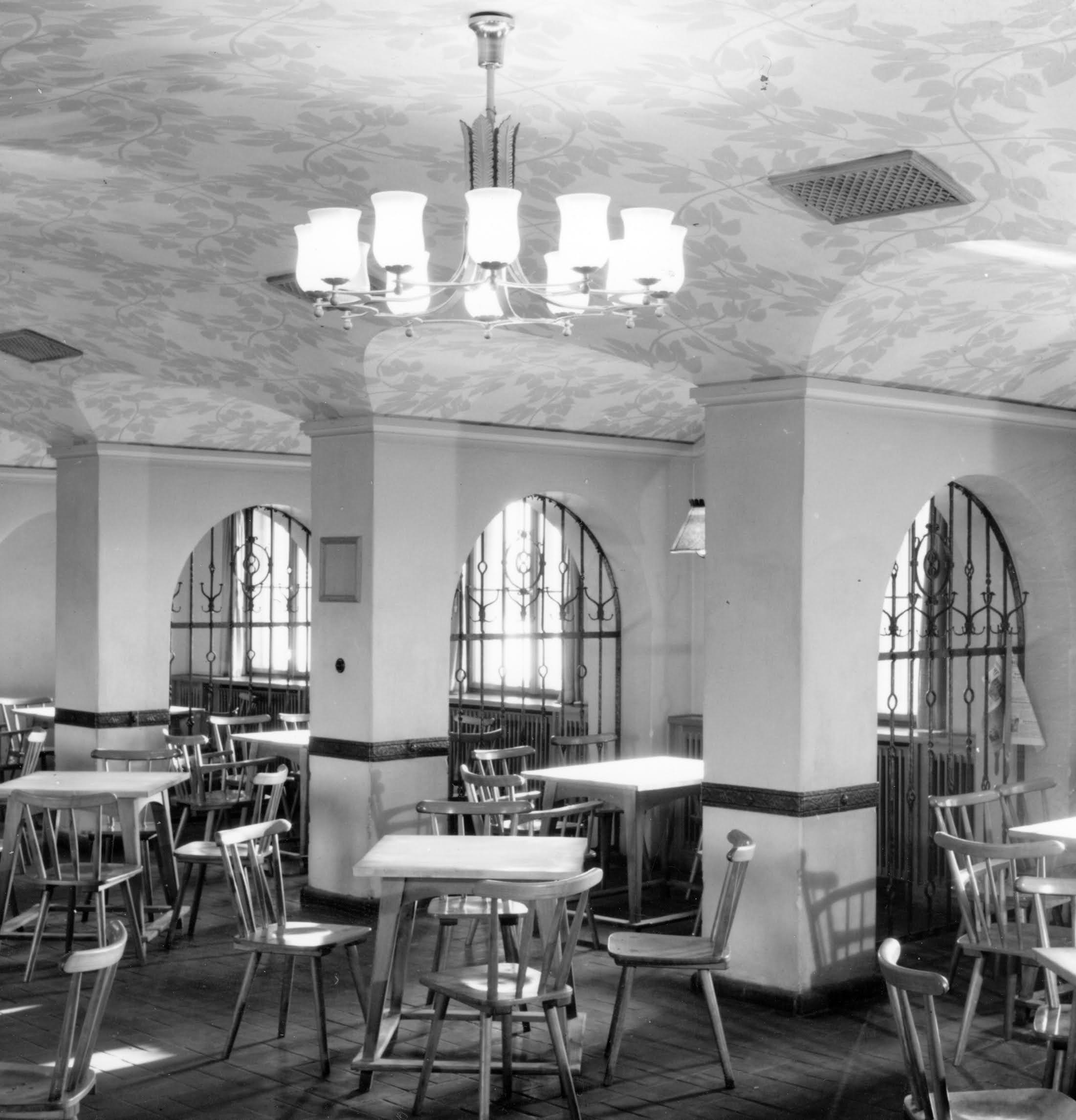
Restaurant „Bierschwemme“, Ende der 1950er Jahre

Regelmäßig fanden Feste und Feiern statt, und auch andere Betriebe erhielten die Möglichkeit, die Räumlichkeiten zu nutzen oder an Veranstaltungen teilzunehmen. Schuleinführungen, Jugendweihen, 1. Mai, Frauentagsfeiern, Betriebsfeste (z. B. vom VEB GHG Obst/Gemüse Saalfeld anlässlich des „Tag des Handels“ am 14. März 1981),

### Restaurant
Die HO-Gaststätte „Bierschwemme“ befand sich im Gewölbekeller und wurde am 1. Juni 1954 eröffnet. Die Öffnungszeiten waren (Stand März 1981) dienstags bis donnerstags von 10 bis 23 Uhr, freitags von 10 bis 24 Uhr und sonnabends von 10 bis 1 Uhr. Sonntag und Montag waren Ruhetage. Es wurde ein täglicher Mittagstisch angeboten.

### Musik- und Kinofilmaufnahmen
Im Jahr 2005 drehten die Zwillingsbrüder Dominik Reding und Benjamin Reding am und im Kulturpalast Szenen ihres Kino-Dramas „Für den unbekannten Hund“. Der Film kam am 6. Dezember 2007 in die deutschen Kinos, erhielt von der Filmbewertungsstelle Wiesbaden das Prädikat „Besonders wertvoll“ und wurde auch mit weiteren Preisen ausgezeichnet.
Im Oktober 2016 nahmen Lukas Natschinski und seine Band auf der Bühne des Theatersaals das Jazz-Album „Unterwellenborn Sessions“ auf.